# Semaine tragique (Argentine)
Pour les articles homonymes, voir Semaine tragique (homonymie).
La Semaine tragique (en espagnol Semana Trágica) est le nom donné en Argentine à la répression et aux massacres qui furent commis à Buenos Aires sur des ouvriers grévistes dans la semaine du 7 au 14 janvier 1919, sous le gouvernement radical d’Hipólito Yrigoyen, et lors desquels furent assassinées plusieurs centaines de personnes. Cet événement donna lieu par ailleurs à l’unique pogrom (massacre de juifs) jamais enregistré en Amérique latine. Certains historiens soutiennent que ce ne fut là que le premier d’une série d’actes de terrorisme d'État perpétrés par le gouvernement radical d’Yrigoyen, série dans laquelle viendront s’inscrire également les exécutions de milliers de grévistes lors de la Patagonie rebelle de 1921, survenue également sous le mandat présidentiel du même Yrigoyen.
Le conflit partit d’une grève décrétée dans l’usine métallurgique Talleres Vasena, entreprise à capital majoritairement britannique et sise dans la proche banlieue sud-ouest de la capitale argentine, afin de réclamer de meilleures conditions de travail et des hausses de salaire ; ce mouvement de grève fut bientôt entraîné dans une escalade de violence, provoquée par l’intransigeance tant du patronat, qui tenta de casser économiquement le mouvement en recrutant des briseurs de grève violents et des civils armés, que de la FORA du 5e Congrès (Fédération ouvrière régionale argentine du 5e Congrès, en abrégé FORA V), de tendance anarchiste, qui posta des piquets de grève et dressa des barricades, par lesquels les grévistes parvinrent à paralyser tout un quartier de Buenos Aires et à empêcher le trafic entre l’usine et ses entrepôts de matières premières situés plus au sud.
Le 7 janvier 1919, la police tira dans la foule faisant quatre morts et une trentaine de blessés, à la suite de quoi les syndicats appelèrent à la grève générale. Le jour des obsèques, le 9 janvier, de nouveaux affrontements firent plus de cinquante morts. Le gouvernement, qui se flattait de jouer le rôle de médiateur dans les conflits sociaux, réagit d’abord en poussant les adversaires à négocier, puis, face à l’impasse et à la spirale de violence, eut recours à la répression ouverte, dont il chargea d’abord la police régulière, avant d’appeler à la rescousse les forces armées, et de donner parallèlement toute latitude à des groupes parapoliciers, dont en particulier la Ligue patriotique argentine, qui assassinèrent, firent prisonniers ou torturèrent des milliers de personnes, tout en étant protégés par le gouvernement en ceci notamment qu’ils purent utiliser les commissariats de police comme base d’opération ; il n’est jusqu’aux simulacres d’attentats contre des cibles gouvernementales qui n’aient été utilisés par les autorités. Tandis que la population ripostait par une pueblada (insurrection populaire) généralisée, la tactique du gouvernement consista à faire accroire à la population que les protestations syndicales faisaient partie d’une conspiration internationale ourdie par une minorité séditieuse russo-juive dont l’objectif était d’instaurer un régime soviétique en Argentine.
Le 10 janvier, après que les militaires eurent réussi à reprendre le contrôle de la ville, fut déclenchée ce qu’il est convenu de dénommer la terreur blanche, exercée non seulement par les militaires et les policiers, mais aussi par des groupes de civils armés, composés de jeunes gens des classes aisées ; cette terreur blanche, qui se prolongea tout au long des jours suivants, avait pour objectif affiché de prendre à partie, sinon de tuer, les « maximalistes », les « bolcheviks » et les « anarchistes », mais aussi les étrangers, les syndicalistes et les ouvriers en général ; plus particulièrement, des pogromistes, aux cris de « Mort aux juifs », s'attaquèrent aux « Russes », en référence aux Juifs argentins souvent d’origine russe qu’ils imaginaient être des anarchistes et des bolcheviks ; beaucoup subirent des sévices (dans la rue ou dans les commissariats), virent leurs biens brûlés et pillés, voire furent massacrés. La  terreur blanche fera plusieurs centaines de morts et des milliers de blessés.
Le lundi 20 janvier 1919, après que, sous la pression du gouvernement, la direction de l’usine Vasena et les syndicats eurent consenti à des concessions mutuelles, les ouvriers mirent fin à la grève.
La répression se solda par plusieurs centaines de morts (700 selon les estimations de l’époque), des dizaines de disparus ― parmi lesquels de nombreux enfants et plus de 100 juifs, une proportion environ 10 fois plus élevée que leur répartition réelle dans la population de Buenos Aires ―, des milliers de blessés et des dizaines de milliers de détentions. Du reste, le gouvernement ne consentit jamais à communiquer officiellement sur la répression, ni ne publia aucune liste des victimes.

## Contexte historique

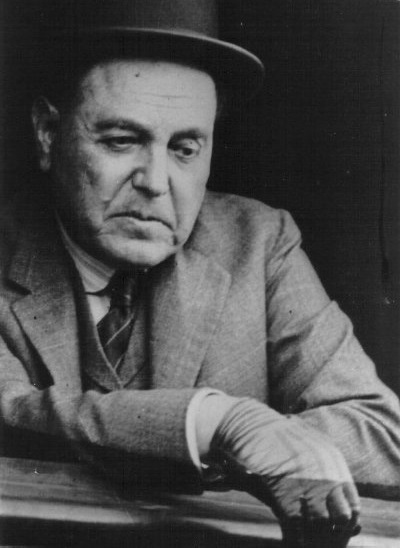
Hipólito Yrigoyen, de l’Union civique radicale, fut élu président de la Nation argentine en 1916.

Le syndicalisme argentin avait vu le jour une quarantaine d’années auparavant, vers la fin des années 1870. Dans les deux premières décennies de son existence, il y eut deux grands courants syndicaux, l’anarchiste et le socialiste, auxquels vint s’ajouter dans la décennie 1900 un troisième courant, le syndicalisme révolutionnaire. Le courant anarchiste était majoritaire jusqu’en 1910, mais à partir de la décennie 1910, le courant syndicaliste révolutionnaire prit le dessus. Dans la deuxième moitié des années 1910, les syndicats du courant anarchiste s’étaient organisés sous une structure nommée FORA del V Congreso (FORA V, FORA étant l’acronyme de Federación Obrera Regional Argentina, Fédération ouvrière régionale argentine), tandis que le courant syndicaliste révolutionnaire et les socialistes s’étaient regroupés sous la structure de la FORA del IX Congreso (FORA IX).
En 1916, on assista pour la première fois à l’installation d’un gouvernement partiellement démocratique, après qu’Hipólito Yrigoyen, de l’Union civique radicale (UCR), eut été élu Président de la Nation, à la faveur de la Loi Sáenz Peña adoptée en 1912 et instaurant un scrutin secret, obligatoire et universel (mais exclusivement masculin). Auparavant, l’UCR avait été à l’initiative de trois soulèvements armés sanglants : en 1890 (avec la révolution du Parc), en 1893 (avec la double révolution de 1893) et en 1905 (avec la Révolution radicale de 1905), dirigés contre le régime oligarchique conservateur qui gouvernait le pays sans interruption depuis 1874, au moyen de la fraude électorale.
Arrivé au gouvernement, Yrigoyen mit en œuvre une politique innovante de médiation et d’arbitrage dans les conflits sociaux, en favorisant la négociation collective, au rebours de la politique exclusivement répressive qui avait caractérisé les gouvernements conservateurs précédents et avait abouti à plusieurs massacres, dont le plus important fut le massacre du 1er mai 1909, dénommé Semaine rouge. Cette nouvelle politique de dialogue social favorisa grandement l’expansion, tant quantitative que géographique, du syndicalisme argentin, mais suscita aussi de fortes critiques de la part du patronat, des classes supérieures et du gouvernement britannique, qui reprochaient au camp radical de manquer d’autorité face à la multiplication des grèves.

## Antécédents
Une grève déclenchée dans l’entreprise métallurgique Talleres Vasena (taller = atelier), dont les établissements se trouvaient dans la banlieue sud de Buenos Aires, dans les quartiers San Cristóbal et Nueva Pompeya, fait figure de principal élément déclencheur des événements de la Semaine tragique.
À cause du modèle agro-exportateur qui prévalut en Argentine jusque dans la décennie 1930 (exportation de produits agricoles contre importation de produits manufacturés, essentiellement en provenance de Grande-Bretagne), le secteur métallurgique s’était relativement peu développé, et l’entreprise Vasena se trouvait être alors la plus importante du pays. À cette époque, les principaux secteurs économiques étaient le secteur agraire (principalement dans la région pampéenne, qui produisait essentiellement des céréales et de la viande), les entreprises frigorifiques, le secteur du transport (surtout ferroviaire, l’Argentine possédant l’un des réseaux ferrés les plus étendus du monde), le port de Buenos Aires (par où transitait la quasi-totalité du commerce extérieur de l’Argentine), et le transport maritime.
En cohérence avec cette structure économique, les principales organisations ouvrières argentines étaient alors les syndicats ferroviaires (La Fraternidad et la Fédération ouvrière ferroviaire) et maritimes (la Fédération ouvrière maritime), toutes affiliées à la FORA del IX Congreso (FORA IX), laquelle était à majorité syndicaliste-révolutionnaire et à minorité socialiste, et dont le secrétaire général était Sebastián Marotta. Les syndicats composant la FORA IX, quoique critiques à l’égard du gouvernement radical, adoptaient néanmoins une position favorable à la politique yrigoyéniste de médiation dans les conflits sociaux, qui tendait à résoudre ceux-ci par la négociation collective.

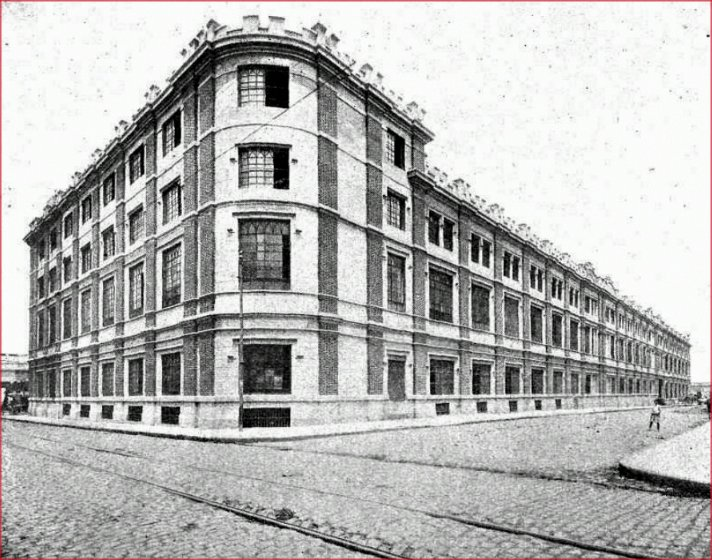
Édifice principal de la firme Pedro Vasena & Fils, vu depuis la rue La Rioja (voies de tram) et le passage Barcala. À ce même emplacement s’étend aujourd’hui la place Martín Fierro.

L’entreprise Pedro Vasena & Fils avait été fondée en 1870 par l’Italien Pedro Vasena, qui parvint à en faire la plus importante au sein du petit secteur sidérurgique argentin. En 1912, la firme fut transformée en une société anonyme à participation importante de capitaux anglais et ayant son siège social à Londres, et eut sa raison sociale changée en Argentine Iron & Steel Manufactury formerly Pedro Vasena e Hijos. À la mort de Pedro Vasena en 1916, la présidence de la compagnie passa à son fils Alfredo, secondé par ses trois frères, Emilio, Humberto et Severino. L’avocat de l’entreprise était le sénateur Leopoldo Melo, haut dirigeant de l’Union civique radicale, qui siégeait aussi au directoire. L’entreprise, la plus importante du secteur en Argentine, employait quelque 2 500 travailleurs, en ce compris les plusieurs centaines de salariés travaillant dans un lavoir de laines. La firme possédait encore, outre l’usine métallurgique et le lavoir de laine à Barracas, deux autres établissements à La Plata et à Rosario. Ces différentes implantations industrielles se caractérisaient par leurs mauvaises conditions de travail, par un environnement de travail dénué de ventilation et où régnait une température excessive, par des salaires considérablement en dessous de ce que payaient d’autres entreprises comparables, par des journées de travail très longues, ainsi que par une attitude patronale fortement antisyndicale et hostile à la négociation collective.
Dans le secteur métallurgique existait en 1918 une fédération ouvrière (la Federación Obrera Metalúrgica, Fédération ouvrière métallurgique, sigle FOM) affiliée à la FORA IX (syndicaliste-révolutionnaire et socialiste). En avril 1918, la FOM organisa une grève dans les Talleres Vasena, laquelle cependant échoua ; cet insuccès provoqua une scission chez les travailleurs et aboutit à la création d’un nouveau syndicat, la Sociedad de Resistencia Metalúrgicos Unidos (SRMU), informellement rattachée à la FORA V (anarchiste). Entre octobre et décembre 1918, la SRMU organisa avec succès plusieurs grèves dans différentes entreprises métallurgiques de Buenos Aires, et sut ainsi s’obtenir l’appui d’une part importante des travailleurs du secteur. Dans le cadre de ce même plan d’action syndical, la SRMU appela le 2 décembre 1918 à une nouvelle grève dans les Talleres Vasena. Se hissèrent bientôt comme ses principaux dirigeants Juan Zapetini, secrétaire général du syndicat, d’idéologie anarchiste, et l’Italien Mario Boratto, délégué du personnel de l’entreprise, d’obédience catholique non anarchiste.
Sur le plan international, la Première Guerre mondiale, qui avait gravement affecté le commerce international, s’était terminée quelques jours plus tôt, et l’année d’auparavant avait eu lieu la Révolution russe, conduite par l’aile bolchevik du Parti social-démocrate, qui instaura pour la première fois un gouvernement ouvrier et remplaça le système capitaliste par un système communiste.

## Chronologie des événements

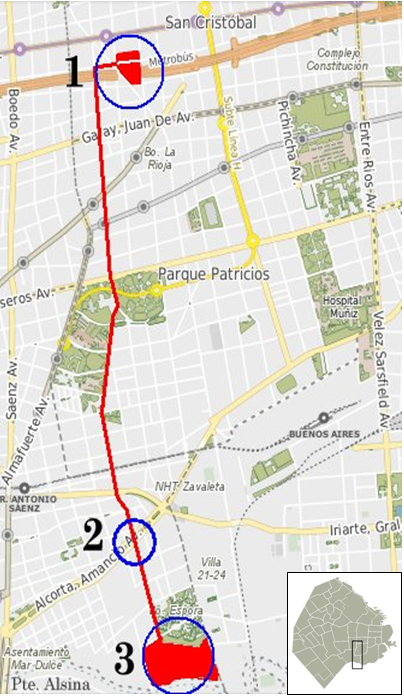
Plan de situation des principaux événements de la Semaine tragique.
1) Usine et administration centrale des Talleres Vasena, à l’emplacement de l’actuelle Plaza Martín Fierro.
2) Intersection de la rue Pepirí et de l’avenue Amancio Alcorta, où se trouvait le siège du syndicat des métallurgistes ; c’est là qu’eut lieu le massacre du 7 janvier 1919.
3) Terrain des hangars et entrepôts des Talleres Vasena, bordé par le fleuve Riachuelo (en pointillé tout en bas sur la carte).
- En rouge : trajet habituellement suivi par les véhicules de transport entre l’usine et les hangars de l’entreprise.

### Mouvement de grève dans lesTalleres Vasena
Le 2 décembre 1918, la grève fut décrétée dans les Talleres Vasena par la Sociedad de Resistencia Metalúrgicos unidos (SRMU). L’usine et les bâtiments administratifs de l’entreprise occupaient la superficie d’un peu moins de deux îlots dans le quartier de San Cristóbal (à l’époque dans la proche banlieue sud-ouest de Buenos Aires), et avaient leur entrée principale au no 3075 de la rue Cochabamba. Sur cet emplacement s’étend aujourd’hui la plaza Martín Fierro. À 25 îlots plus au sud, sur la limite sud de la ville de Buenos Aires que forme ici le fleuve Riachuelo, et déjà dans le quartier de Nueva Pompeya, l’entreprise possédait des hangars dans lesquels elle entreposait ses matières premières. Pour cette raison, le fonctionnement de l’entreprise nécessitait un transport constant de matériaux entre l’usine et les hangars, au moyen de véhicules empruntant la rue Pepirí et la rue du 24-Novembre, en plein quartier ouvrier, pour un trajet d’environ 4 km. Le local syndical de la SRMU était installé à quelques mètres du croisement de la calle Pepirí avec l’avenue Amancio Alcorta. C’est dans ces trois lieux que se produiront les principaux événements constituant la Semaine tragique.
Le syndicat rédigea un cahier de revendications qui fut présenté à l’entreprise, mais Alfredo Vasena refusa de prendre réception du cahier et de traiter avec la délégation syndicale, attitude qui enclencha une spirale délétère, où la violence devait aller croissant. Les Vasena firent le pari de briser économiquement les grévistes en faisant appel à des briseurs de grève et à des civils armés mis à la disposition de l’entreprise par l’Association nationale du travail, groupe de choc parapolicier mis sur pied cette même année par Joaquín de Anchorena, alors président de la Société rurale argentine, dans le but de combattre les grèves au moyen de la violence directe. Le syndicat pour sa part mettait ses espoirs dans les dommages économiques qu’il entendait pouvoir causer à l’entreprise en postant des piquets chargés d’empêcher le transport des matériaux entre les deux principaux sites (l’usine de San Cristóbal et les dépôts de Nueva Pompeya) et de dissuader les briseurs de grève.
Le syndicat parvint à se créer une position de force dans le quartier, obtenant en effet le soutien des habitants et des commerçants, en même temps que d’un grand nombre de syndicats, plus particulièrement des syndicats maritimes et portuaires, qui manifestèrent leur solidarité avec les grévistes en refusant de transporter et de manipuler les matériaux des Talleres Vasena. La solidarité intersyndicale et la coopération des habitants du quartier permirent aux grévistes de prolonger leur mouvement, et forcèrent les Vasena à riposter en garantissant que les briseurs de grève pussent arriver à l’usine et effectuer le transport entre les établissements de San Cristóbal et de Pompeya ; à cet effet, les briseurs de grève furent pourvus d’armes à feu, et les permis nécessaires délivrés par le gouvernement.
Le 13 décembre 1918 se produisit le premier acte de violence avec armes à feu, lorsque deux policiers et le chauffeur d’un véhicule de l’entreprise firent feu sur une maison de famille sise avenida Amancio Alcorta, à deux îlots du local syndical. Le 14 décembre, le commissaire de police, José O. Casás, s’offrit comme médiateur dans le conflit, cependant le syndicat rejeta cette médiation, ne voulant accepter que des pourparlers directs avec les patrons de l’entreprise.
Le 15 décembre eut lieu le premier incident sanglant, quand le briseur de grève Pablo Pinciroli tira un coup de feu sur un des grévistes du piquet qui tentait de l’empêcher de se rendre sur son lieu de travail, le blessant grièvement au dos. Le lendemain, un autre gréviste, Ramón Sibacini, fut blessé d’une balle dans la jambe par les briseurs de grève Domingo Ratti et Juan Vidal. Le 18 décembre, l’un des patrons de l’usine, Emilio Vasena, tira et blessa le charbonnier De Santis, voisin du local syndical, qui se tenait devant la porte de son domicile.
Le 19 décembre 1918, le gouvernement réclama la démission du commissaire de police, au motif de sa position en faveur d’un durcissement de la répression contre les grévistes, et le remplaça par Miguel Luis Denovi.
La première mort d’homme se produisit le 23 décembre, après qu’un briseur de grève, Manuel Rodríguez, se fut précipité dans le fleuve Riachuelo pour échapper au piquet qui le prenait à partie physiquement, et périt noyé à la hauteur du pont Alsina. Le 26 décembre, le briseur de grève Pablo Pinciroli tira derechef des coups de feu, touchant au dos le gréviste Manuel Noya et au visage la fillette Isabel Aguilar, qui passait sur le trottoir.
La grève gagnant encore en ampleur, les Vasena tentèrent d’abord de suborner le délégué Boratto, puis de le faire assassiner, mais échoueront dans leur dessein.

### Fusillades le 30 décembre et le 4 janvier: deux tués
Le 30 décembre 1918, l’ouvrier peintre Domingo Castro, alors qu’il se dirigeait vers un des locaux anarchistes, fut la cible d’arme à feu commis de sang froid en pleine rue par le policier Oscar Ropts, et décéda le lendemain. Le 1er janvier 1919, le gréviste Constantino Otero fut blessé par balles par un briseur de grève.
Le 3 janvier, un mois après le déclenchement de la grève, la police changea d’attitude et pour la première fois s’engagea pleinement dans les affrontements armés, prenant part en effet à une fusillade généralisée devant le local syndical au carrefour avenue Amancio Alcorta / rue Pepirí, fusillade au cours de laquelle fut grièvement blessée Flora Santos, habitante du quartier, de même que Juan Balestrassi et Vicente Velatti, qui se trouvaient dans les parages en train de jouer à la pétanque.
Le 4 janvier, un nouvel affrontement armé généralisé eut lieu au même endroit, où une barricade fut alors élevée et où les canalisations d’eau courante furent rompues pour inonder les rues. Les grévistes et habitants du quartier forcèrent ainsi la police à se retirer. Lors des heurts, le brigadier de police Vicente Chávez, gravement blessé, mourut le jour suivant. L’affrontement occupera la première page de tous les journaux, avec le titre « la grève sanglante ». Le journal anarchiste La Protesta appuya la mobilisation populaire et l’action armée des grévistes, dans les termes suivants :

« Le peuple collabore avec les grévistes. Le mot d’ordre est Vaincre ou mourir ! Faites toujours ainsi, camarades. Mettez-leur des balles aux cosaques. Bravo à ceux qui savent passer à l’action ! »

Le 6 janvier 1919, pendant les funérailles, le lieutenant de la Garde à cheval Augusto Troncoso, en présence des plus hautes autorités policières et des dirigeants de l’entreprise, promit au nom des forces de l’ordre de « venger » la mort du brigadier Chávez. Ce même jour, tous les contremaîtres des ateliers Vasena se joignirent formellement à la grève.

### Massacre du 7 janvier 1919: début de la Semaine tragique
Le 7 janvier, à nouveau depuis l’angle de la rue Pepirí et de l’avenue Alcorta, non loin d’où se trouvait le local syndical (au no 3483 de l’av. Alcorta), vers 15h.30, plus d’une centaine de policiers et de sapeurs-pompiers armés de fusils Mauser, appuyés par des briseurs de grève armés de Winchesters, firent feu sur les maisons de bois, sur les grévistes et sur les habitants du quartier. Durant près de deux heures, deux mille projectiles environ furent ainsi tirés. Longtemps à l’avance, une grande partie des forces de sécurité s’était déjà postée sur le toit de l’école La Banderita située à l’angle susmentionné et dans l’usine textile Bozalla sise en face du local syndical et également frappée par un mouvement de grève. L’un des patrons de l’entreprise, Emilio Vasena, s’était même glissé parmi les forces assaillantes.
Le chroniqueur du journal socialiste La Vanguardia décrivit comme suit la scène à laquelle il fut confronté en arrivant sur les lieux :

« Il faut voir comment sont les murs, les portes, les vitres et l’intérieur des maisons. Des ouvriers nous ont dit que pour garantir leurs enfants des balles, ils les ont fait se cacher sur le sol, sous les lits. Presque tous les murs de ces constructions sont de bois, de sorte que les balles les traversent avec facilité, d’autant plus que les tirs ont eu lieu à seulement quelques mètres de distance. Dans une maison en face de l’école, une balle a traversé trois parois, a brisé le miroir d’un tailleur, a traversé les vêtements et s’est incrusté dans le mur. Il y a des pièces intérieures dans ces maisons qui ont des balles incrustées à 50 cm du sol, ce qui tend à prouver que ces projectiles ont été tirés depuis la plate-forme de l’école. »

Ont trouvé la mort par suite de l’attaque : Toribio Barrios, Espagnol de 50 ans, assassiné à coups de sabre dans la rue ; Santiago Gómez, Argentin de 32 ans, tué dans une auberge ; Juan Fiorini, Argentin de 18 ans, assassiné dans son logis pendant qu’il prenait le maté avec sa mère ; Miguel Britos, Argentin de 32 ans ; et Eduardo Basualdo, de 42 ans, qui devait mourir le lendemain. Aucun d’eux n’était un salarié de Vasena. Le nombre de personnes blessées à balles dépassait la trentaine, parmi elles Irene Orso (ou Curso), Italienne de 55 ans ; Segundo Radice, Italien de 54 ans ; Basilio (ou Cecilio) Arce, Argentin de 48 ans ; Miguel Ala, Turc de 19 ans ; José Salgueiro, Argentin de 18 ans ; Pedro Velardi, Italien de 29 ans ; Martín Pérez, Espagnol de 48 ans ; Humberto Pérez, Argentin de 22 ans ; José Ladotta, Italien de 55 ans ; José Santos, Portugais de 46 ans ; et Gabino Díaz, Argentin de 40 ans.
La police pour sa part informa que seuls trois de leurs agents avaient subi des lésions, dont deux minimes (deux contusions et une morsure) et seulement une blessure de quelque importance, consécutive à un coup de couteau.

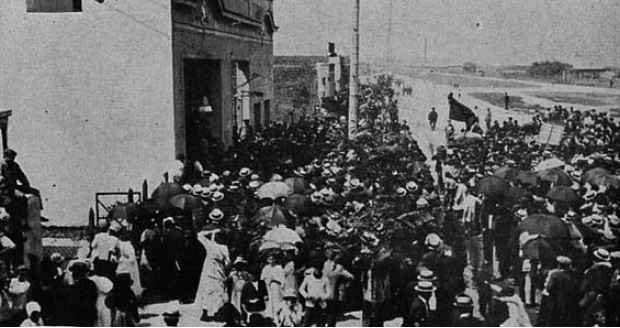
Photo de la foule massée le 7 janvier 1919 devant le local syndical des métallurgistes avenue Alcorta no 3483, pendant la veillée des victimes du massacre commis au même endroit peu d’heures auparavant.

L’ampleur de la tuerie fut immédiatement constatée sur le lieu même des faits par le député socialiste Mario Bravo, par les journalistes de La Vanguardia, par la revue Mundo Argentino et par la (déjà ancienne) revue satirique Caras y Caretas.
Aussitôt après le massacre, le gouvernement radical s’efforça de mettre fin au conflit. Le ministre de l’Intérieur Ramón Gómez donna instruction au chef de la police Miguel Denovi et au directeur du département du Travail Alejandro Unsain de s’entretenir avec Alfredo Vasena, ce qui permit d’obtenir de celui-ci plusieurs concessions sur différents points du cahier de revendications des grévistes. Unsain et Denovi en effet, s’étant rendus à l’entreprise, surent amener Vasena à accepter d’augmenter les salaires de 12%, de réduire la journée de travail à 9 heures, de lundi à samedi (54 heures hebdomadaires) et de réembaucher tous les ouvriers grévistes. Tard dans le même soirée, Unasin et Denovi obtinrent que Vasena et les dirigeants syndicaux se réunissent à l’hôtel de police pour convenir d’un accord de principe, qui fut formalisé le jour suivant au siège de l’entreprise. Vasena s’engagea également à ne pas entreprendre d’activités le lendemain, afin d’éviter de nouveaux incidents. Le conflit dans les ateliers Vasena semblait en passe d’être résolu.
Cependant, les assassinats avaient provoqué une indignation généralisée dans les milieux ouvriers et dans les quartiers populaires de la banlieue sud de Buenos Aires, ce qui se traduisit immédiatement par un grand afflux de gens dans les locaux des syndicats, socialistes et anarchistes, en particulier dans les deux locaux où les victimes étaient exposées, savoir : le siège du syndicat au no 3483 de l’avenue Alcorta et la Maison du peuple socialiste au no 1341 de l’avenue Loria, à deux îlots de distance de l’usine.
Au cours de la même soirée, les commerçants de Nueva Pompeya décidèrent, en signe de deuil, de fermer leurs magasins le lendemain. En même temps, l’un des principaux syndicats du pays, la Fédération ouvrière maritime (FOM), affilié à la FORA IX, décréta la grève en raison de l’absence de réaction de la part du Centro de Cabotaje Marítimo Argentino à ses revendications.

### Mercredi 8 janvier 1919: échec de la négociation

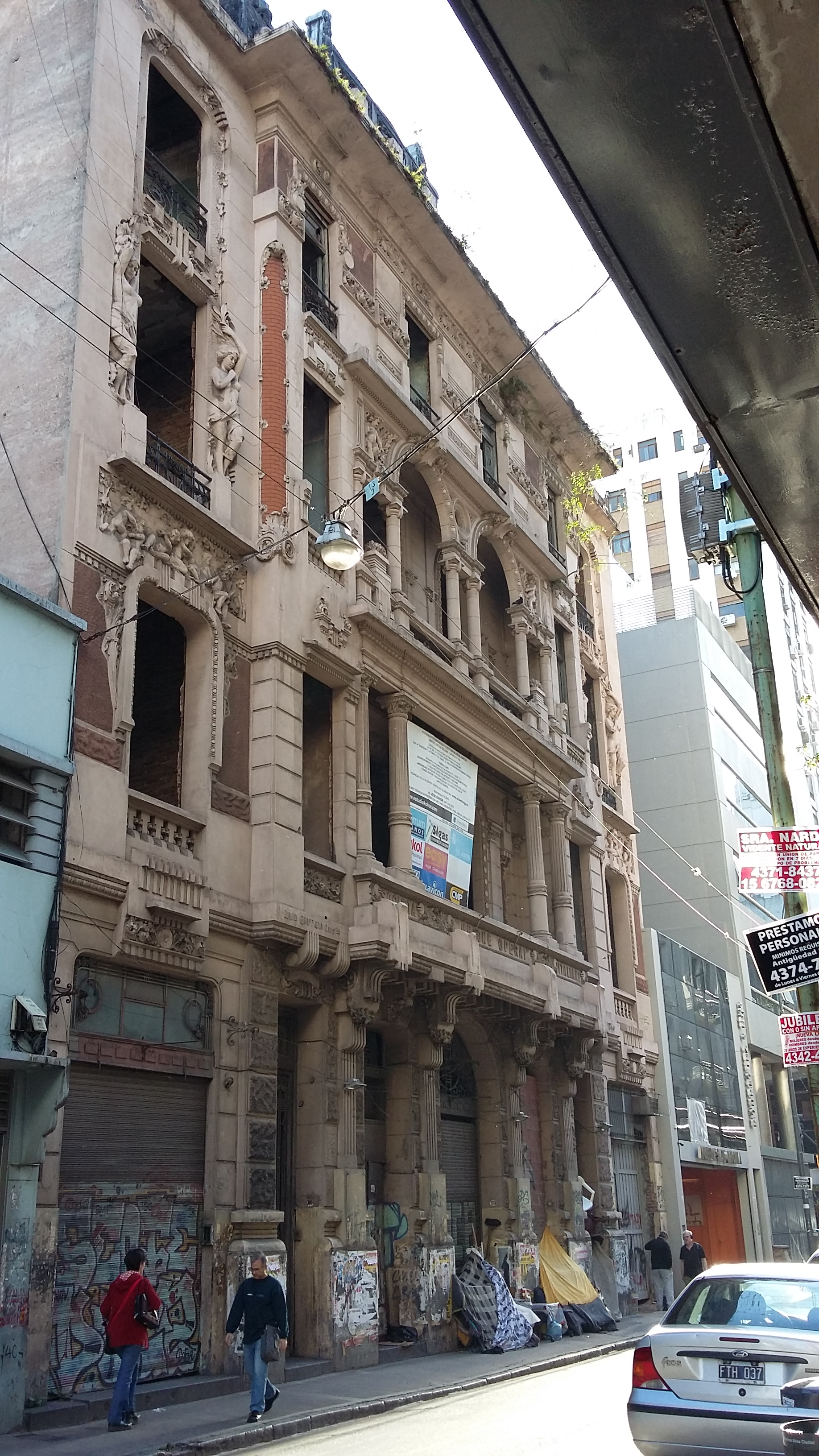
Le salon Augusteo (avenue Sarmiento no 1374), où le syndicat métallurgiste convoquait les assemblées du personnel des Talleres Vasena durant la Semaine tragique.

Le 8 janvier, le conflit se généralisa et, le précaire accord obtenu au siège de la Vasena devenu caduc, l’optimisme que le gouvernement avait manifesté la veille se dissipa rapidement.
Dans la matinée, l’ensemble des usines et établissements métallurgiques de Buenos Aires cessa le travail, pendant que des dizaines de syndicats des différentes FORA réprouvaient la tuerie et convoquaient des grèves pour permettre aux travailleurs d’assister aux funérailles des victimes, qui devaient se tenir le jour d’après : chaussée, bâtiment, chauffeurs, construction navale, tabac, peausseries, tonnellerie, minoteries, textiles, constructeurs de véhicules, tapissiers, fonction publique, etc. En outre, la grève maritime déclarée la veille s’étendit aux autres ports d’Argentine et la Fédération ouvrière maritime (FOM) appela ses affiliés à accompagner le cortège funèbre.
Tandis que le conflit se généralisait, les membres du syndicat métallurgiste se présentèrent peu avant midi au siège de l’entreprise rue Cochabamba, pour négocier les termes de l’accord esquissé le soir précédent. Cependant, Alfredo Vasena interdit d’abord l’entrée à ceux des dirigeants syndicaux qui n’étaient pas des employés de l’entreprise, puis refusa de prendre réception du cahier de revendications ou de négocier quelque condition que ce fût tendant à modifier ce qui avait été convenu avec le gouvernement : 12% de hausse de salaire et durée du travail fixée à maximum 9 heures quotidiennes de lundi à samedi. Cependant, le syndicat exigeait à présent une hausse de salaire plus importante, l’égalité de salaire entre les sections, la journée de 8 heures, et le caractère non obligatoire des heures supplémentaires, lesquelles devaient être rémunérées à 150 % (ou 200 % le dimanche). Ce refus de négocier opposé par l’entreprise, en dépit de la tragédie de la veille, mit encore plus de tension dans les esprits déjà très remontés par les morts et les exactions, ainsi qu’on put l’observer lors de l’assemblée d’information que le syndicat convoqua dans la soirée au salon Augusteo sis au no 1374 de l’avenue Sarmiento.

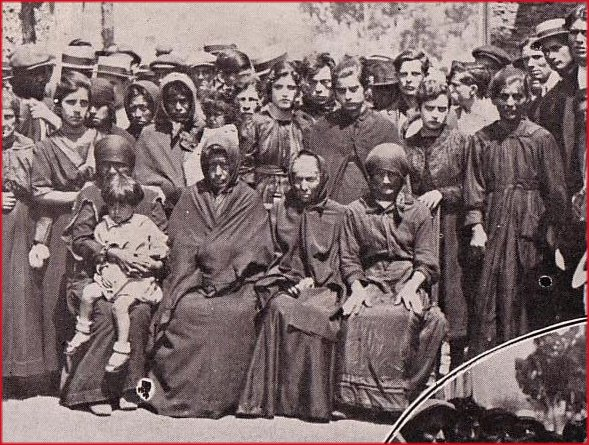
Proches parents des morts en deuil, pendant la veillée dans le local du syndicat métallurgiste, le 8 janvier 1919.

Ce même après-midi, la Chambre des députés se réunit en session extraordinaire pour débattre des « événements sanglants » de Nueva Pompeya. Le député socialiste Nicolás Repetto y stigmatisa « l’imperméabilité cérébrale de quelques patrons », en référence à l’intransigeance manifestée par Alfredo Vasena lors du conflit. Le Parti socialiste soutint qu’il était nécessaire d’adopter une loi sur les associations syndicales ; vu l’accord général qu’il y eut sur ce point, la Chambre résolut de solliciter le pouvoir exécutif de mettre à l’agenda de ses sessions extraordinaires la discussion sur la loi syndicale. Pourtant, le sujet ne sera pas traité et la première loi syndicale ne sera approuvée qu’en 1943. Les strapontins socialistes décidèrent aussi d’interpeler le ministre de l’Intérieur afin que celui-ci s’expliquât sur ce que le député Mario Bravo qualifia à ce moment de « massacre ». Bravo, qui s’était rendu sur place peu après les faits et avait interrogé de nombreux témoins, donna un compte rendu détaillé de la manière dont s’était produite l’attaque policière. Mais lorsque le moment vint de voter la motion d’interpellation au ministre, la Chambre ne réunissait plus le quorum requis.
Durant toute la journée, le local syndical et la permanence socialiste où l’on veillait les victimes étaient submergés de gens indignés par le carnage. La FORA IX exprima sa solidarité avec les grévistes, et à la tombée de la nuit, la FORA V décréta la grève générale pour le jour suivant, à compter de midi, pour que les travailleurs pussent assister en masse aux funérailles des victimes.

### Jeudi 9 janvier 1919: des dizaines de morts

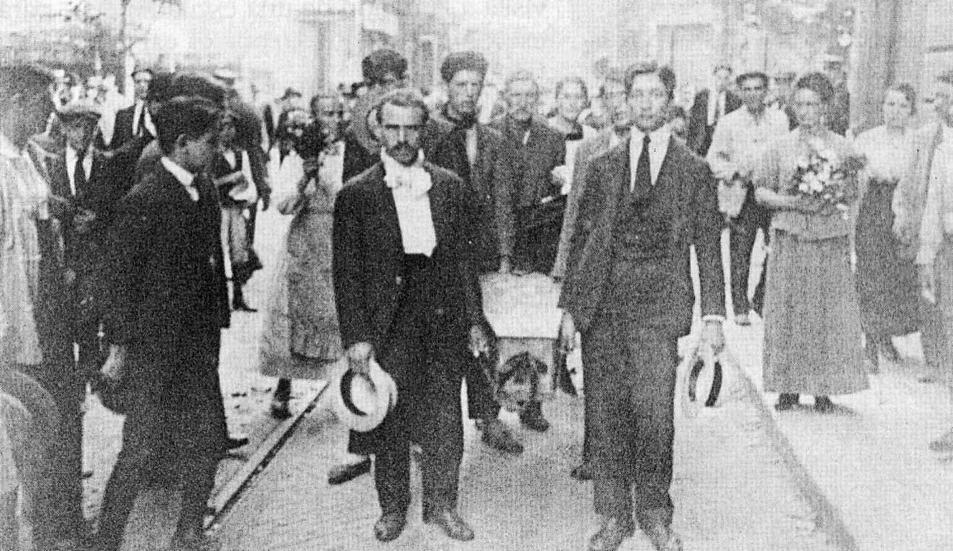
Foule accompagnant le cortège funèbre du 9 janvier 1919 en l’honneur des victimes du massacre du 7 janvier. La manifestation devait déclencher de nouveaux affrontements se soldant par des dizaines de morts chez les ouvriers.

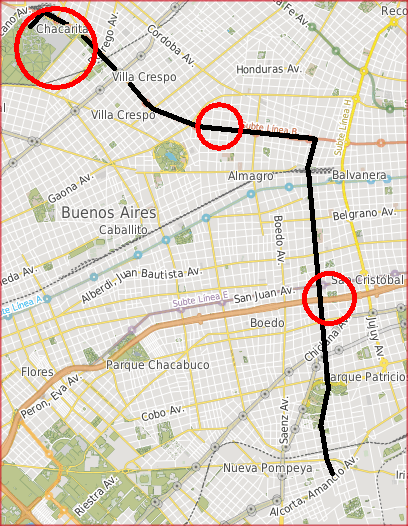
Parcours du cortège funèbre (en noir), à partir du local syndical à Nueva Pompeya, jusqu’au cimetière de la Chacarita (en haut à gauche). Les cercles rouges indiquent les lieux où il y eut un grand nombre de morts ; ce sont, de bas en haut : a) ateliers Vasena de l’avenue Cochabamba ; b) l’église Jesús Sacramentado à l’intersection des rues Yatay et Corrientes ; c) dans le cimetière.

Le 9 janvier, Buenos Aires resta presque totalement paralysée, à l’exception des trains, qui amenaient des zones suburbaines les multitudes désireuses de se joindre au cortège funèbre. Ce n’étaient que barricades et piquets ; les caténaires des trams furent sectionnées, des commissions ouvrières parcouraient les lieux de travail ; le métro avait cessé de circuler, aucun crieur de journaux ne se montrait, etc. Le soir, le journal La Razón décrivit comme suit l’état de situation dans l’avant-midi :

« Tout le périmètre compris entre les rues Boedo, Cochabamba, Entre Ríos et Rivadavia, se trouvait déjà, des heures avant le passage du cortège, envahi par la foule. Les groupes se formaient sur les trottoirs, les balcons, les terrasses, les portes et les fenêtres. Un état de surexcitation régnait dans ce grand quartier populaire de la métropole, comme il n’y en eut jamais auparavant. Il ne circulait pas le moindre tram, chariot ou véhicule… On voyait, dans ces quartiers ouvriers par excellence, beaucoup de travailleurs des deux sexes attendant aux coins de rue, des fleurs en main pour les lancer au passage du cortège funèbre. En faisant un tour dans les environs, nous avons pu constater l’absence totale de policiers. L’ordre néanmoins était absolu : aucun incident ne fut enregistré qui fût imputable aux ouvriers en grève. »

L’auteur Edgardo Bilsky s’est penché plus avant sur la composition de classe de la mobilisation populaire de cette journée et mis en lumière que la participation fut massive dans les quartiers ouvriers de la banlieue sud, mais aussi dans les quartiers où la population ouvrière côtoyait des segments des classes moyennes, tels que San Cristóbal, Balvanera et Almagro, alors que les classes supérieures avait adopté une posture de rejet frontal et présentaient de fortes composantes nationalistes et xénophobes, qui allaient les porter, à partir du 11 janvier, à constituer des milices civiles « patriotiques » pour réprimer les ouvriers et les immigrants, en particulier les juifs.
Les Vasena, le directoire de l’entreprise (qui comportait en son sein plusieurs citoyens anglais) et quelques dirigeants de l’Association nationale du travail (organisation patronale, présidée alors par Joaquín de Anchorena, lequel était également à la tête de la Société rurale argentine), s’étaient retranchés dans l’usine et étaient gardés par 300 hommes armés desdites milices parapolicières. Pour cette raison, l’ambassadeur de Grande-Bretagne Reginald Tower et Joaquín de Anchorena s’en furent à la Casa Rosada réclamer des forces de police et des décisions énergiques pour défendre l’établissement, qui commençait à être cerné par les ouvriers et bloqué par des barricades dressées aux angles des boulevards. Le cabinet présidentiel débattit de la possibilité de décréter l’état de siège, mais Yrigoyen décida de n’en rien faire, espérant toujours pouvoir établir une médiation réussie dans le conflit de la Vasena, qui fût propre à apaiser les esprits.

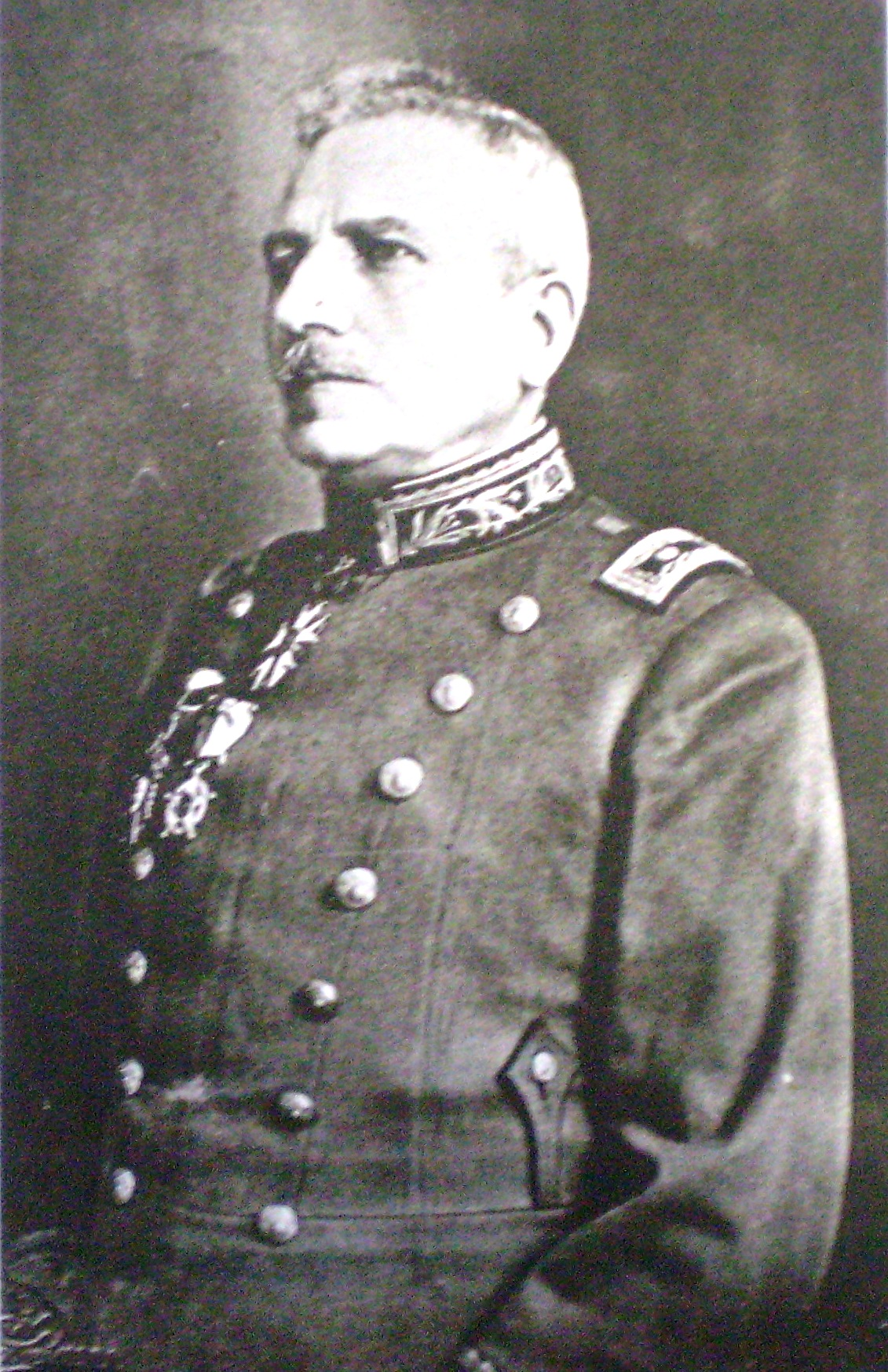
Le 9 janvier, Hipólito Yrigoyen nomma le général Luis Dellepiane commandant militaire de Buenos Aires.

C’est à ce moment qu’Yrigoyen, anticipant deux scénarios opposés possibles, prit deux mesures différentes. En premier lieu, il limogea le chef de la police qui avait été au commandement pendant le massacre du 7 janvier et mit à la tête de la police le ministre de la Guerre Elpidio González, mieux en mesure de faire pression sur Vasena et sur le syndicat pour les faire parvenir à un accord. Mais d’un autre côté, prévoyant une évolution néfaste des événements, Yrigoyen prit contact avec son fidèle ami le général Luis J. Dellepiane, qui avait sous ses ordres la 2e division de l’armée de terre, casernée dans la base de Campo de Mayo.
À 2 heures de l’après-midi, le multitudinaire cortège funèbre s’ébranla du local syndical sis au carrefour de l’avenue Amancio Alcorta et de la rue Pepirí, et se mit en route vers le cimetière de la Chacarita. La colonne avait à sa tête une avant-garde de 150 anarchistes armés, dont les effectifs augmentaient au fur et à mesure que les armureries rencontrées au fil du trajet étaient pillées. La colonne s’avança par la rue La Rioja jusqu’à l’usine Vasena, où elle fit la jonction avec la colonne socialiste. Là se produisit alors une violente confrontation avec les gardes qui sécurisaient l’entreprise et ses patrons. Les manifestants tentèrent en vain de mettre le feu au porche de fer de l’entrée et au fourrage des chevaux, ainsi qu’on peut le voir sur quelques photographies. Les échauffourées dans la zone autour de l’usine firent un nombre indéterminé de morts et de blessés. Jacinto Oddone indique que cinq cadavres furent amenés dans le centre socialiste du quartier (la 8e circonscription).

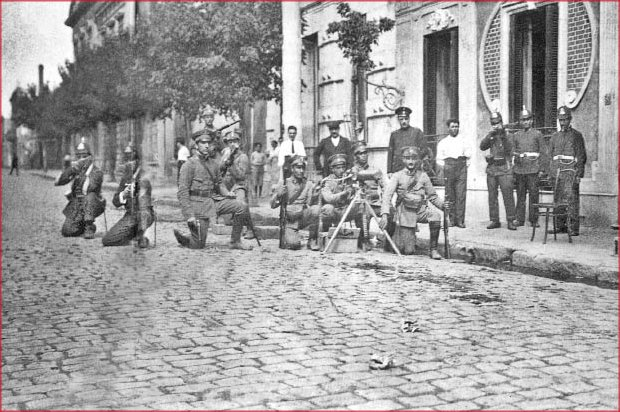
Une des premières mesures prises par le général Dellepiane fut de poster deux mitrailleuses dans l’avenue Cochabamba pour défendre l’usine de Vasena.

Mis au courant de ce qui se passait dans les ateliers Vasena, le ministre de la Guerre, le nouveau commissaire en chef de la police Elpidio González, et le commissaire-inspecteur Justino Toranzo se dirigèrent en automobile vers l’entreprise. Cependant, à quelques îlots de distance de l’entreprise, la voiture fut immobilisée par les manifestants qui obligèrent les occupants à descendre du véhicule, qui fut ensuite incendié par les grévistes, ce qui contraignit les occupants à retourner à pied au commissariat de police. Lors de cette action trouva la mort, selon le commissaire et historien de la police Adolfo Enrique Rodríguez, qui omet d’indiquer de quelle manière, le sous-lieutenant Antonio Marotta, commandant d’un peloton de fusiliers chargé de la protection de González, ; pourtant, aucun spécialiste de la Semaine tragique, ni les journaux de l’époque, ne mentionnent la mort du sous-lieutenant Marotta, ni son enterrement qui aurait dû avoir lieu à une date prochaine. Dans son édition du même jour, le quotidien El Diario fit une brève allusion à l’incident, le chroniqueur rapportant les paroles adressées par le commissaire Toranzo aux grévistes : « Nous sommes deux hommes seuls ! »
La majeure partie du cortège cependant contourna l’usine et poursuivit sa route vers le cimetière, émaillée de quelques incidents ; à son arrivée à l’église Jesús Sacramentado, avenue Corrientes no 4433, non loin de l’angle avec la rue Yatay, vers les 4 heures de l’après-midi, d’autres heurts sanglants se produisirent, cette fois avec les sapeurs-pompiers qui gardaient le temple, lorsqu’une partie des manifestants voulut mettre le feu à l’église et l’incendia partiellement.

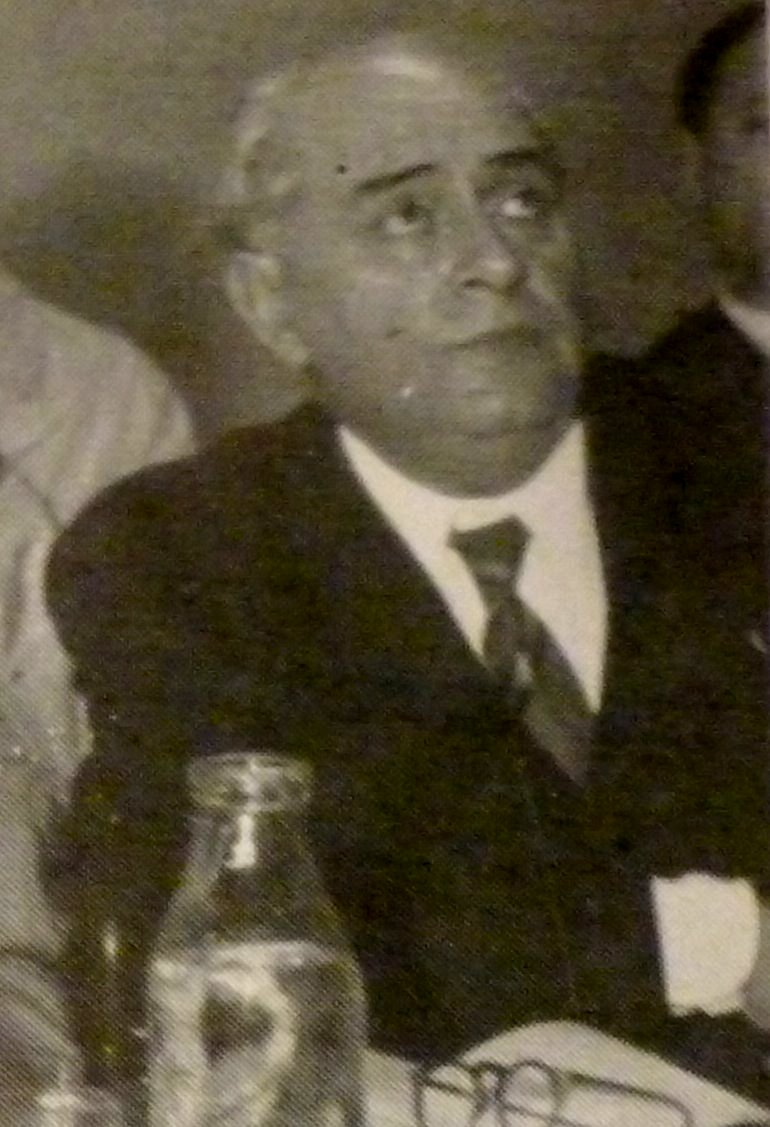
Le syndicaliste-révolutionnaire Sebastián Marotta était secrétaire général de la FORA IX durant la Semaine tragique.

Quelques centaines de manifestants, dont les rangs s’étaient éclaircis par les violences, réussirent à se frayer un chemin jusqu’au cimetière. Cependant, le gouvernement avait entre-temps donné l’ordre de disperser la manifestation dans le cimetière, où s’étaient déjà déployés un régiment d’infanterie et plusieurs agents de police dirigés par le capitaine Luis A. Cafferata. Alors qu’on prononçait les allocutions funèbres, les forces de répression tirèrent des salves de coups de feu sur les familles endeuillées et les militants présents, réussissant ainsi à disperser la manifestation, mais laissant le sol du cimetière jonché d’un surcroît de morts et de blessés, tandis que les quatre cadavres du massacre du 7 janvier étaient abandonnés sur place, privés de sépulture. Le journal La Prensa comptabilisa douze morts dans le cimetière, dont deux femmes, alors que La Vanguardia en dénombra cinquante. Tous les chroniqueurs de l’époque s’accordaient à affirmer qu’il n’y eut aucune victime parmi les forces de sécurité.
Au milieu de l’après-midi, Yrigoyen, qui avait d’ores et déjà décidé de faire appel à l’armée pour accomplir la répression, militarisa la ville et confia la tâche au général Dellepiane, le nommant commandant militaire de Buenos Aires. À six heures du soir, Dellepiane avait installé deux mitrailleuses lourdes sur l’avenue Cochabamba, à l’un des angles de l’usine, et ordonna un feu continu durant plus d’une heure.
Le bilan de la journée était de plusieurs dizaines de morts, sans que l’on fût en mesure de préciser ce nombre plus avant : le socialiste Oddone, après avoir examiné le registre des hôpitaux le soir même, arriva à un total de 39 morts ; le journal radical La Época avança le chiffre de 45 morts et 119 blessés ; et le journal Buenos Aires Herald, organe de la communauté britannique de Buenos Aires, signala 80 morts.
Devant le nombre de victimes, inédit dans l’histoire du syndicalisme argentin, la FORA IX vota une résolution par laquelle elle disposa qu’elle « assumait la conduite du mouvement dans la capitale fédérale » et qu’elle allait convoquer pour le lendemain une réunion urgente des secrétaires généraux afin de déterminer la marche à suivre. Pour sa part, la revue anarchiste La Protesta concluait son compte rendu de la journée du 9 janvier par : « le peuple est pour la révolution ».

### Vendredi 10 janvier 1919: reprise en main de la ville et terreur blanche

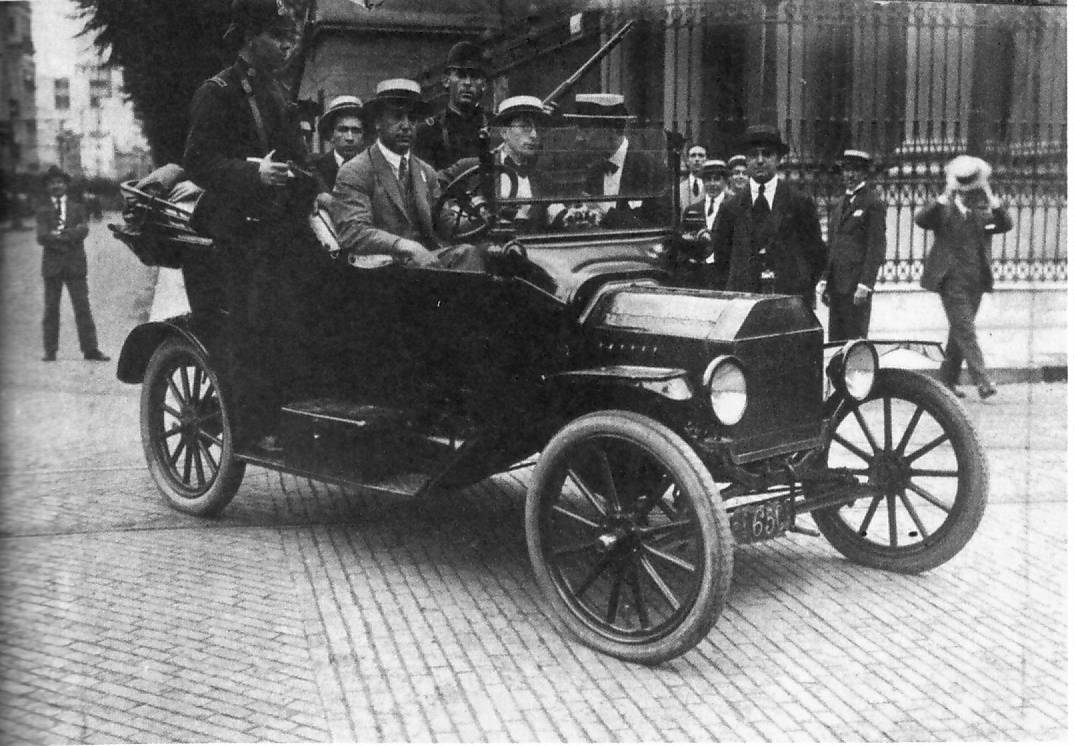
Groupe parapolicier de la Ligue patriotique argentine patrouillant dans Buenos Aires pendant la Semaine tragique. Composé de jeunes issus des classes supérieures et d’idéologie fasciste, le groupe sema la « terreur blanche » dans les quartiers ouvriers et juifs de la ville. La Ligue patriotique fut mise sur pied durant la Semaine tragique pour protéger les classes supérieures contre la menace que représentaient le mouvement ouvrier et l’immigration.

Dans la matinée du 10 janvier, après le carnage de la veille et la militarisation de la ville sous les ordres du général Dellepiane, le journal La Época, favorable au pouvoir en place, fit part de la position du gouvernement :

« Il convient d’établir avec la plus grande précision ce qui est en train de se passer, pour dissiper les malentendus découlant de fausses informations. Il s’agit d’une tentative absurde, provoquée et dirigée par des éléments anarchistes, éloignés de toute discipline sociale et étrangers aussi aux véritables organisations de travailleurs... Jamais le Président des Argentins ne cédera à la suggestion comminatoire des racailles fourvoyées... »

L’éditorial soutenait que le mouvement était, textuellement, piloté par une « minorité séditieuse ». Le Herald, journal hebdomadaire de la communauté britannique de Buenos Aires, titrait dans le même esprit que « Buenos Aires a eu hier son premier avant-goût de bolchevisme ». La Prensa et La Vanguardia se firent l’écho des déclarations de groupes radicaux qui dans la même matinée étaient sortis dans la rue en proclamant que « s’il y a des barricades d’insurgés, il faut alors former des barricades d’Argentins ».
La ville restait paralysée et parsemée de barricades. Seules pouvaient encore circuler les automobiles arborant le drapeau rouge, qui leur garantissait le passage à travers les piquets. Dans différentes parties du pays, des comités syndicaux nouvellement constitués déclaraient la grève pour soutenir telle ou telle revendication ponctuelle. Pour sa part, le général Dellepiane commença à organiser ses forces en vue de reconquérir la ville. Deux mille soldats de la marine vinrent se joindre aux forces de l’armée de terre et deux batteries de mitrailleuses furent acheminées depuis Campo de Mayo.
À onze heures du matin, un groupe de grévistes tenta de nouveau de s’emparer par les armes de l’usine de Vasena, défendue par des forces de police et des militaires postés depuis la soirée de la veille, et subit un grand nombre de victimes. Le jeune lieutenant Juan Perón, qui avait reçu mission d’approvisionner lesdites troupes en munitions, travaillait à l’Arsenal de Buenos Aires. Simultanément, un détachement de sapeurs-pompiers armés attaqua le local du syndicat de métallurgistes d’Amancio Alcorta, tuant l’un de ses occupants et se saississant des autres.
Dans le courant de l’après-midi, les forces militaires et policières commençaient à reprendre la maîtrise de la ville. Dans son ouvrage La Semana Trágica, le commissaire José Romariz, l’un des protagonistes des événements, raconte que parmi les télégrammes que l’on recevait du général Dellepiane (et qui comportaient l’instruction de les détruire aussitôt après lecture) se trouvait l’ordre de « faire feu sans sommation sur les insurgés qui seraient surpris en train de démonter la voirie, d’allumer des incendies ou de s’adonner à d’autres déprédations ». Les troupes gouvernementales avait aussi reçu l’ordre de « ne pas gaspiller de munitions par des tirs en l’air ».
Les violations des droits de l’homme par les forces gouvernementales étaient désormais générales. Au no 3275 de l’avenue Cabrera, une patrouille militaire et policière conjointe pénétra en tirant dans le logis des familles Viviani et Di Toro, tuant Paula Viviani,13 ans, et David Di Toro, 21 ans. Peu après, les ambulances vinrent ramasser les cadavres, tandis que les soldats appréhendaient deux frères des victimes.

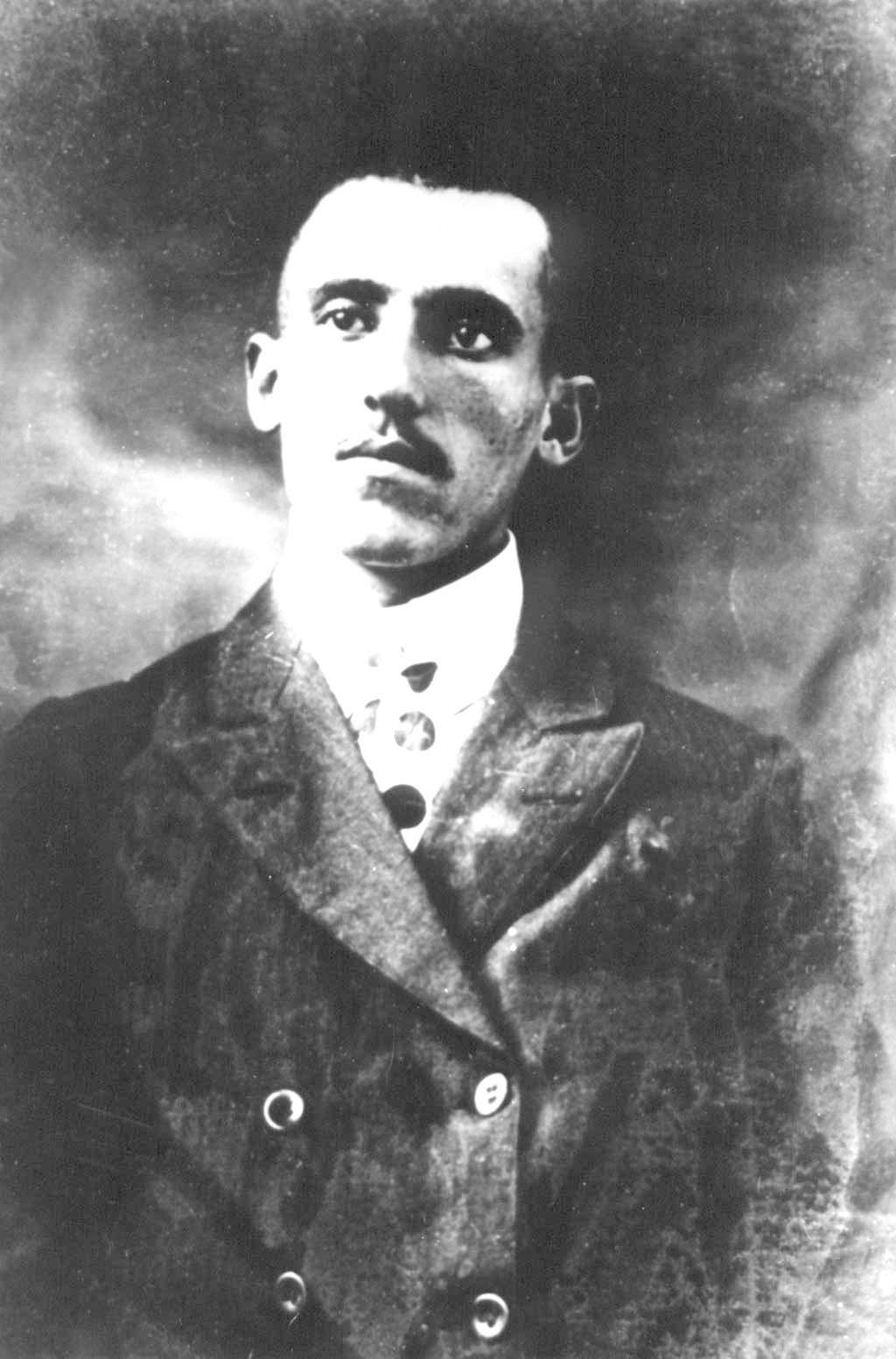
Le 11 janvier, la FORA du Ve Congrès élargit les objectifs de la grève générale, la transformant en une grève « révolutionnaire », dans le but déclaré d’obtenir la libération de l’anarchiste Simón Radowitsky et de tous les prisonniers politiques et sociaux. Radowitzky avait assassiné le colonel Ramón Falcón en représailles au massacre du 1er janvier 1909. En 1930, après 21 ans passés en prison, il finit par bénéficier de la grâce présidentielle d’Yrigoyen.

Ce même soir, les forces syndicales déterminèrent leurs positions. La Fédération Ouvrière Ferroviaire (FOF), le syndicat le plus puissant d’Argentine, décréta la grève dans l’ensemble du pays en réclamant la réintégration des travailleurs qui avaient été congédiés au lendemain des retentissantes grèves de l’année précédente. La FORA du IXe Congrès décida de privilégier comme objectif de lutte les revendications contenues dans les cahiers de revendications des métallurgistes grévistes de Vasena et de ceux des chemins de fer. La FORA du Ve Congrès résolut de poursuivre « pour une durée indéterminée » la grève générale, et lui conféra à partir de maintenant le caractère de « grève révolutionnaire », établissant comme objectif de celle-ci l’élargissement de Simón Radowitsky, condamné pour homicide sur la personne de l’ancien chef de la police Ramón Falcón, d’Apolinario Barrera, emprisonné pour avoir organisé une évasion (avortée) de Radowitsky, et des autres prisonniers politiques et sociaux, majoritairement anarchistes. La Protesta cessa de paraître, et tant la FORA V que les principaux dirigeants anarchistes passèrent à la clandestinité.
Une fois que les autorités eurent repris le contrôle sur la ville, et avec la première obscurité de la nuit, se déclencha ce qu’on appellera la « terreur blanche », laquelle se prolongera sur les trois jours suivants, et sera le fait non seulement des forces militaires et policières, mais aussi désormais de groupes civils composés de jeunes gens des classes supérieures s’identifiant comme des « patriotes ».
Ce jour-là fut créée au Centre naval la Commission pour les défenseurs de l’ordre (Commisión Pro Defensores del Orden), organisation parapolicière d’extrême droite et d’idéologie fasciste, dirigée par d’influents militaires, prêtres, chefs d’entreprise et personnalités politiques radicales et conservatrices, et qui quelques jours plus tard changea son nom en Ligue patriotique argentine. Parmi les personnalités qui incitèrent les jeunes de la haute société à sortir dans la rue et à réprimer les grévistes figurait le dirigeant radical et avocat de Pedro Vasena e Hijos, Leopoldo Melo.
La terreur blanche s’était donné pour objectif de réprimer et tuer les « juifs » et les « Russes » (Mort aux juifs, « Mueran los judíos », sera l’un des mots d’ordre les plus utilisés), les « maximalistes », les « bolcheviques » et les « anarchistes », et étendra sa cible aux étrangers, aux syndicalistes et aux ouvriers en général. Le lendemain, le quotidien La Nación informait que durant la nuit, le général Dellepiane avait annoncé à la presse que l’objectif du gouvernement était de « faire un carnage dont on se souviendra pendant 50 ans ».
Dans cette même soirée, le gouvernement communiqua à la presse que les grévistes anarchistes avaient tenté d’« assaillir » plusieurs commissariats, tuant dans leur tentative d’assaut contre la 24e section le sous-commissaire Teófilo Ramírez et l’agent de police Ángel Giusti. L’historien Silva a étudié en détail cet événement et est parvenu à la conclusion que pareilles tentatives d’assaut n’ont pas existé, mais qu’il s’était en réalité agi d’affrontements entre différents groupes des forces de répression, produits de la nervosité ambiante. Toujours selon Silva, l’objectif du général Dellepiane était d’obliger les courants syndicaliste-révolutionnaire et socialiste de la FORA IX à dénoncer les « éléments perturbateurs », de justifier les actions du gouvernement et de se réserver de la marge en vue de l’escalade répressive qui devait avoir lieu dans la nuit,.

### Samedi 11 janvier: plusieurs centaines de morts
Dans la nuit du 10 au 11 janvier, la répression s’intensifia. Les forces de sécurité et les groupes parapoliciers « patriotiques » fascistes commirent dans des centaines de razzias, entrant dans les domiciles privés sans mandat judiciaire, assassinant et battant leurs occupants, violant les femmes et les filles, détruisant les biens et brûlant les livres.
Dans la matinée qui suivit, la ville demeura paralysée et la population commençait à discerner l’ampleur des dégâts provoqués par le conflit. Les forces répressives ne cessèrent durant toute la journée, et encore les jours suivants, de sévir sans frein d’aucune sorte. Aux cibles ouvrières s’étaient ajoutées les cibles juives et, dans une moindre mesure, catalanes. La « chasse au Russe » (Russe étant dans l’argot argentin un synonyme, généralement dépréciatif, pour juif), ainsi que sera dénommé cet unique pogrom de l’histoire survenu sur le sol américain, fit rage dans le quartier juif de l’Once et donna naissance à une sinistre expression qui subsiste encore dans le parler argentin actuel : « yo, argentino » (moi argentin), phrase par laquelle les personnes juives suppliaient leurs assaillants de ne pas les assassiner. L’appui apporté par les groupes fascistes à ces actes criminels fut une partie sustantielle du plan répressif du gouvernement ; en effet, le général Dellepiane lui-même émit l’ordre formel de « contenir toute manifestation ou tout attroupement à l’exception des patriotiques ».
Un témoin décrivit ainsi l’impunité répressive qui régnait dans la ville ce jour-là :

« Le bruit des meubles et des caisses jetés violemment à la rue se mêlait aux cris de « mort aux juifs » à chaque fois que passaient près de moi de vieux barbus et des femmes ébouriffées. Je n’oublierai jamais le visage empourpré et le regard suppliant d’un d’eux, que traînait une paire de gamins, ainsi que celui d’un enfant sanglotant qui s’agrippait à la vieille lévite, déjà disloquée. [...] Au milieu de la rue brûlaient des tas composés de livres et de vieilles bricoles, parmi lesquelles on pouvait reconnaître des chaises, des tables et d’autres objets domestiques, et les flammes illuminaient tristement la nuit, faisant se détacher par un miroitement roux les visages d’une foule gesticulante et frémissante. On se battait au-dedans et en dehors des bâtiments ; j’ai vu là-dedans un commerçant juif. Le cruel châtiment s’étendit à d’autres foyers juifs. »

L’écrivain et journaliste Juan José de Soiza Reilly décrivit lui aussi ce qu’il vit ce jour-là dans l’Once de Buenos Aires :

« Des vieillards, dont les barbes furent arrachées ; l’un d’eux souleva sa chemisette pour nous montrer deux côtes sanglantes qui lui pointaient hors de la peau comme deux aiguilles. Deux filles de quatorze ou quinze ans ont raconté en pleurant qu’elles avaient perdu entre les fauves le saint trésor de l’immaculée ; à une qui avait résisté, ils lui avaient coupé la main droite d’un coup de hache. J’ai vu des ouvriers juifs avec les deux jambes fracassées, brisées à coups de pied sur la bordure du trottoir. Et tout cela commis par des bandits portant le drapeau argentin. »

Le journaliste juif d’origine polonaise Pinie Wald, directeur du journal Avantgard, détenu et torturé par les agents du gouvernement, décrivit plusieurs années plus tard dans son livre Pesadilla (1929, littér. Cauchemar) ce qui s’était passé :

« Sauvages étaient les manifestations des jeunes gens ‘de bonne famille’ de la Ligue patriotique, qui défilaient en demandant la mort des maximalistes, des juifs et des autres étrangers. Raffinés, sadiques, ils torturaient et programmaient des orgies. Un juif fut détenu et après les premiers coups, un jet de sang commença à jaillir de sa bouche. Acte suivant : ils lui ordonnèrent de chanter l’hymne national et, comme il ne le savait pas, car il venait d’arriver au pays, ils le liquidèrent sur-le-champ. Ils ne faisaient pas de tri : ils frappaient et tuaient tous les barbus qui leur paraissaient des juifs et qu’ils avaient à portée de main. Ainsi cueillirent-ils un passant : ‘Crie que tu es un maximaliste’. ‘Je ne le suis pas, supplia-t-il. Une minute après, il gisait étendu sur le sol dans la mare de son propre sang. »

— Pinie Wald
C’est dans ces circonstances, et alors que la tuerie atteignait son paroxysme, que dans l’après-midi le président Hipólito Yrigoyen convoqua à la Casa Rosada la FORA du IXe Congrès, avec à sa tête son secrétaire général Sebastián Marotta, et Alfredo Vasena, qui se présenta accompagné de l’ambassadeur de Grande-Bretagne, pour leur enjoindre de lever la grève (pour la centrale syndicale) et d’accepter le cahier de revendications (pour le président de l’entreprise). Le gouvernement se déclara d’autre part disposé à remettre en liberté tous les détenus, à l’exception de ceux condamnés pour délits graves, dont Radowitsky.
La FORA IX donna alors la consigne de « mettre un terme au mouvement, requérant tous les grévistes de reprendre immédiatement le travail ».

### Dimanche 12 janvier: le présumé soviet russo-juif
Nonobstant l’accord conclu par la médiation du président Yrigoyen et malgré la résolution de la FORA IX de la veille donnant « le mouvement pour terminé », la grève générale fut poursuivie. Sous l’impulsion y compris de syndicats et de sections de la FORA IX, elle s’était étendue à d’autres villes argentines (Rosario, Mar del Plata, San Ferdinand, San Pedro, Santa Fe, Tucumán, Mendoza, Córdoba). À Buenos Aires, l’activité fut rétablie partiellement dans le courant de l’après-midi.
Le syndicat métallurgiste publia un communiqué portant que le syndicat n’avait pas participé aux négociations, que nul ne lui avait fait parvenir une copie du supposé accord avec Vasena, et que l’on ignorait où se tenait Vasena, et que pour ces raisons la grève dans les ateliers ne pouvait être levée.
Durant toute la journée, les forces policières et parapolicières continuèrent à commettre des actions criminelles et à procéder à des interpellations dans toute la ville. Des dizaines de milliers de citoyens étaient retenus en détention, saturant les prisons et les commissariats. Le gouvernement décida alors de mettre sur pied une opération visant à faire accroire à la population que les protestations syndicales faisaient partie d’une conspiration internationale russo-juive dont l’objectif était d’instaurer un régime soviétique en Argentine.
Dans le cadre de cette opération, le journaliste Pinie Wald fut placé en détention, aux côtés de sa fiancée Rosa Weinstein, de Juan Zelestuk et de Sergio Suslow. Le gouvernement annonça que Wald était le « dictateur maximaliste » du futur soviet argentin et que Zelestuk et Suslow étaient respectivement son chef de police et son ministre de la Guerre,. En dépit de l’invraisemblance de cette thèse, les principaux journaux du pays lui donnèrent une ample couverture et en garantirent la crédibilité. Wald et les autres détenus furent gravement torturés, au point de faillir y laisser la vie. « Pour cette raison, la presse ― pour couvrir la police ― donna Wald pour mort et Zelestuk dans un état critique, par suite de supposées ‘blessures reçues’ pour avoir tenté de ‘résister à l’arrestation’ ». Wald laissera un témoignage de ces vexations dans son livre Pesadilla, écrit originellement en yiddiche, puis traduit en espagnol, et considéré comme un exemple précoce du genre du roman-témoignage (dont Operación Masacre de Rodolfo Walsh de 1957 offrira un autre exemple en Argentine). Un paragraphe de ce roman décrit le degré de dégradation humaine, vue comme un « cauchemar » (pesadilla), qui avait été atteint pendant la Semaine tragique :

« Que se passait-il de l’autre côté du mur de la prison ? Que se passait-il dans la rue ? Dans la ville ? Dans le pays ? Dans le monde entier ? Peut-être existait-il quelque chose qui ne fût pas violence et assassinat ? Pourchasseurs et pourchassés ? Persécutés et persécuteurs ? Donneurs et receveurs de coups ? Assassins et assassinés ? Peut-être existait-il autre chose que des pompiers armés et des prisonniers martyrisés attendant leur mort... ? Où étaient les milliers et milliers de prisonniers que j’avais vus la veille ? Ou, en définitive, était-ce un rêve atroce, un cauchemar ? »

— Pinie Wald, Pesadilla
Dans la soirée, la FORA V confirma sa décision de maintenir la grève générale pour une durée indéterminée jusqu’à ce qu’auraient été libérées « toutes les personnes détenues pour motifs sociaux », y ajoutant l’exigence que « le gouvernement retire toutes les troupes ».

### Lundi 13 janvier: grève des métallurgistes
Au lever du jour, les forces de sécurité prirent sous leur feu la Fédération ouvrière ferroviaire (FOF), principal syndicat de la FORA IX, resté en grève pour soutenir ses propres revendications, et après avoir appréhendé 17 syndicalistes blessés, fermèrent le local. L’armée en outre occupa les installations ferroviaires et s’employa à normaliser le service.
La ville se remit lentement à fonctionner, sous les difficultés d’approvisionnement et les actes de sabotage, comme le déraillement d’un train en provenance de Rosario. Ce néanmoins, certaines localités de la périphérie de Buenos Aires, telles qu’Avellaneda, se trouvaient toujours totalement paralysées et sous le joug des piquets de grève.
Dans la matinée, le gouvernement dépêcha un délégué vers le syndicat métallurgiste, lequel était alors en pleine assemblée, pour négocier les conditions d’une reprise du travail. Une délégation syndicale (composée de Juan Zapetini, Mario Boratto, Marcelino Gammi, Jesús Lacambra, José Boca et Fidel Calafati) se dirigea à la Casa Rosada, où elle rencontra Alfredo et Emilio Vasena et l’avocat-directeur de l’entreprise, le sénateur radical Leopoldo Melo. La réunion avait été arrangée par le ministre de l’Intérieur Ramón Gómez, assisté par le directeur du département du Travail Alejandro Unsain. L’entreprise accepta la totalité des revendications ouvrières (à l’exception de la situation du lavoir à laine, dont la négociation fut ajournée à une réunion ultérieure), à la suite de quoi le syndicat leva la grève, au terme de 43 jours de grève déclarée et après l’un des massacres les plus sanglants de l’histoire latino-américaine. Les ouvriers retournèrent au travail le lundi 20 janvier, après avoir réparé les équipements et les machines, mais en ne percevant de salaire qu’à partir de cette date.

### Mardi 14 janvier: fin de la grève générale et second pogrom
Le 14 janvier 1919, le général Dellepiane se réunit séparément avec chacune des deux FORAs, pour convenir de la levée définitive de la grève générale et de la cessation des conflits. Les deux syndicats réclamèrent la libération des détenus, la « cessation de l’ostentation de force par les autorités » et le « respect du droit de réunion ». Le gouvernement accepta les conditions des centrales syndicales et toutes deux levèrent alors la grève.
Ce nonobstant, le même jour, les forces de sécurité, pourtant sous le commandement de Dellepiane, perquisitionnèrent et détruisirent les installations du journal anarchiste La Protesta, ainsi que plusieurs locaux anarchistes et syndicaux, y compris celui où était occupé à siéger l’assemblée de la FORA V, et mirent en détention tous leurs occupants. Face au flagrant non-respect de ce qui avait été convenu, le général Dellepiane présenta sa démission dans les termes suivants :

« Quelle ne serait pas ma surprise de savoir que, peu après, les locaux où j’avais autorisé les réunions étaient perquisitionnés par des agents de la police judiciaire, allant à l’encontre de mes ordres exprès, et avaient placé en détention toutes les personnes qui s’y réunissaient. Ainsi j’apparaissais moi comme ayant manqué à mon engagement et comme trahissant ces gens à qui j’avais donné des assurances, et attendu que je n’ai jamais été un traître, je ne puis tolérer que quiconque me présente comme tel. »

Cependant, quelque temps après, Dellepiane rétracta sa démission et continua d’exercer comme commandant militaire de Buenos Aires. Ce même après-midi, la Chambre des députés approuva la proclamation de l’état de siège grâce au vote favorable des bancs radicaux et conservateurs, la fraction socialiste se prononçant au contraire contre la mesure ; toutefois trois jours après, le Sénat invalida la décision.
Ce même jour eut lieu le second pogrom, quand les forces gouvernementales et les groupes parapoliciers assaillirent une nouvelle fois le quartier de l’Once. L’ambassade des États-Unis, qui effectua le décompte individuel des morts tombés au cours de ces journées, calcula que dans l’Arsenal de l’armée à San Cristóbal gisaient 179 cadavres de « Russes juifs » restés sans sépulture. L’ambassadeur de France communiqua également à son gouvernement que la police massacra avec sauvagerie tout ce qui passait pour « russe ».

### Les jours suivants
Le lendemain, Yrigoyen ordonna de rendre effectif l’élargissement de tous les détenus. Dellepiane pour sa part dicta l’ordre du jour suivant :

« Je veux adresser mes plus sincères remerciements au digne et valeureux personnel qui a coopéré avec les forces armées et avec la marine dans l’étouffement du brutal et inique débordement, et exprimer en même temps le souhait que les composantes de toutes les hiérarchies de ces si nobles institutions, chargées de sauvegarder les intérêts les plus sacrés de cette grande métropole, ne sentent palpiter leurs poitrines que sous l’impulsion de nobles idéaux, les brandissant comme cuirasse invulnérable contre l’incitation malsaine avec laquelle l’on veut maquiller des desseins inavouables et de lâches appétits. »

— Le général Luis Dellepiane.
Ce même jour, dans la rue Pueyrredón, un groupe de grévistes tua par balles le sergent de l’armée Ramón Díaz, et dans la rue Corrientes étaient tués, par le fait des grévistes, le commandant d’un peloton de fusiliers, le sous-lieutenant Agustín Ronzoni, et un civil. Un peloton sous le commandement du sergent Bonifacio Manzo tomba lui aussi dans une embuscade, et une partie du 7e Régiment d’infanterie fut obligée de recourir à l’usage d’une mitrailleuse lourde Vickers pour repousser les assaillants. Le 3e Régiment d’infanterie se vit contraint d’intervenir pour libérer 400 travailleurs ayant refusé de participer aux grèves, et qui s’étaient retrouvés piégés dans les ateliers Vasena par les anarchistes, lesquels s’apprêtaient à les incendier en même temps que le bâtiment. Les conducteurs d’ambulances et les médecins à bord ne pouvaient s’aventurer dans la rue qu’armés de révolvers pour se défendre contre les grévistes assoiffés de vengeance.
Le lendemain, Dellepiane menaça de « disposer l’artillerie sur la place du Congrès et d’étourdir toute la ville avec les canons » si la violence des deux camps ne cessait pas. Entre-temps, un détachement de l’armée posté devant l’usine ouvrit le feu sur les ouvriers, tandis qu’à d’autres endroits deux policiers, le brigadier Teófilo Ramírez et l’agent Ángel Giusti, étaient attaqués par les grévistes et tués.
Le 12 janvier, les 5e et 12e Régiments de cavalerie, appuyés par un régiment d’artillerie de montagne, entraient dans Buenos Aires en compagnie de 300 soldats de l’infanterie de marine.
Yrigoyen ratifia avec la FORA socialiste la libération des ouvriers détenus, une hausse de salaire de 40%, et la réduction de la journée de travail. Il manda dans son office Pedro Vasena et exigea de lui une acceptation totale et inconditionnelle de ce sur quoi il venait de se mettre d’accord avec la FORA. Pedro Vasena n’eut d’autre choix que de céder.

« La grève s’est terminée ; à présent, les pouvoirs publics doivent rechercher les promoteurs de la rébellion, de cette rébellion dont la FORA et le PS rejettent la responsabilité. »

— Quotidien La Razón, 11 janvier 1919.
Une enquête effectuée pendant cette période par des militaires américains, et publiée ensuite, arriva à la conclusion que les ouvriers anarchistes avaient agi sous l’influence d’agents allemands et soviétiques (par intérêt économique pour les premiers, et idéologique pour les seconds).
Entre-temps, quelques grévistes, voulant renouer avec la lutte armée, tentèrent dans la matinée du 13 janvier de s’emparer des armes d’un poste de police, mais se virent contraints de se retirer, après s’être retrouvés sous le feu d’un peloton de soldats d’infanterie de marine fraîchement débarqués du croiseur ARA San Martín.

## Épilogue
Aucune sanction ne fut prise à l’encontre des forces de répression, et les autorités ne consentirent même pas à reconnaître qu’il y eut des bavures ou des excès. Au contraire, le gouvernement félicita les officiers et les troupes de maintien de l’ordre, sous l’invocation renouvelée du danger de « subversion ». Dans un entretien qu’il accorda au quotidien The Times de Londres et qui sera repris ensuite par le journal argentin La Nación, l’ambassadeur d’Argentine en Grande-Bretagne, Federico Álvarez de Toledo, s’appliqua à tranquilliser les investisseurs étrangers :

« Les récents conflits ouvriers dans la République argentine n’ont pas été davantage que le simple reflet d’une situation commune à tous les pays ; l’application énergique de la loi de résidence et la déportation de plus de deux-cents meneurs ont suffi à arrêter la progression du mouvement, qui est à l’heure actuelle maîtrisé. [J’ajoute que] la République argentine reconnaît pleinement sa dette de gratitude envers les capitales étrangères, et plus particulièrement envers les Britanniques, pour la part que ces derniers ont eue dans le développement du pays, et qu’elle est disposée à offrir toutes sortes de facilités en vue du développement par leurs soins de nouvelles activités. »

Le groupe parlementaire UCR à la Chambre des députés refusa de donner suite à quelque demande d’enquête que ce fût sur les événements de la Semaine tragique, rejetant notamment celle du sénateur socialiste Mario Bravo. De même, le gouvernement dédaigna les notes de protestation adressées par l’ambassadeur de Russie aux ministères de l’Intérieur et des Affaires étrangères et réclamant des mesures de protection pour les juifs.
Les membres de la haute bourgeoisie argentine, ayant souci de manifester leur gratitude vis-à-vis des membres des forces répressives, voulurent les récompenser en leur versant des sommes d’argent. À cet effet, les entreprises ayant bénéficié du rétablissement de la « discipline sociale », les dames patronnesses, et d’autres entités de bien public, lancèrent bientôt des collectes « pro defensores del orden ». Le journal La Nación rapporta :

« Dans le local de l’Association du travail s’est tenu hier une réunion du Comité directeur de la Commission pro defensores del orden, que préside le contre-amiral Domecq García, réunion lors de laquelle furent adoptées diverses résolutions d’importance. Il fut décidé de désigner des commissions spéciales, qui se chargeront de collecter des fonds auprès de la banque, du commerce, de l’industrie, de la bourse, etc., et plusieurs dispositions furent prises tendant à assurer que l’obole arrive de manière équitable à tous les foyers des défenseurs de l’ordre. […] L’entreprise Chemins de fer de l’Ouest a résolu de contribuer à hauteur de 5000 pesos au fonds de la Souscription nationale mise en place en faveur des Argentins s’étant vu confier la tâche de rétablir l’ordre pendant les récents événements. Un groupe de jeunes résidant dans l’arrondissement de police no 15 ont commencé une collecte chez les habitants du quartier dans le but de pouvoir remettre une somme d’argent aux agents appartenant au commissariat concerné, en raison de leur action dans les derniers événements. »

Parmi les donateurs ayant fait des dons pécuniaires à la Commission centrale pro defensores del orden, donateurs dont ce même article dresse la liste, on relève la présence des compagnies frigorifiques Armour et Swift (1000 pesos chacune), du Club Français (500 pesos), d’Horacio Sánchez y Elía (ingénieur agronome, membre de la Société rurale argentine, 7000 pesos), du Jockey Club (5000 pesos), de la Cía. Alemana de electricidad (1000), etc.
Nul cependant ne semblait se préoccuper des proches des 700 morts et des plus de 4000 blessés. L’historien Felipe Pigna note :

« C’étaient des gens du peuple, c’étaient des travailleurs, c’étaient, selon les termes de Carlés, des « insolents », qui avaient osé défendre leurs droits. Pour eux, il n’y eut point de souscriptions ni de donations pour ces veuves avec leurs enfants, plongés dans la tristesse et pauvreté les plus absolues, pour les fils du peuple, il n’y eut aucune consolation. La charité avait un seul visage. »

Ce ne sera que dans un deuxième temps, plusieurs mois après que la répression de la Semaine tragique eut été terminée, que les dames de charité et la hiérarchie de l’Église catholique s’avisèrent de lancer une collecte au bénéfice des familles les plus nécessiteuses. Cependant, ils ne s’y résolurent que dans leur propre intérêt, comme l'atteste le texte de lancement de la Grande Collecte nationale : « Dis-moi : que pourrais-tu faire de moins, si tu te voyais traqué par un troupeau de fauves affamés, que de leur jeter des morceaux de viande pour apaiser leur fureur et leur boucher la gueule ? Les barbares sont déjà aux portes de Rome ».

## Pogrom et antisémitisme
Pendant la Semaine tragique eut lieu l’unique pogrom (massacre de juifs) jamais enregistré sur le continent sud-américain. Le pogrom avait son épicentre à Once, quartier juif de Buenos Aires. Le pogrom constitue un événement à part dans l’ensemble des actions répressives propres à cette semaine et destinées principalement à réprimer une grève et le mouvement ouvrier. Plusieurs chercheurs ont porté leur attention aux liens que les événements avaient mis au jour entre discrimination sociale et discrimination raciale.

### Contexte

#### Immigration juive en Argentine
L’immigration juive eut lieu dans un contexte d’immigration de masse vers l’Argentine, laquelle immigration, à Buenos Aires en particulier, arrivait à dépasser en nombre la population installée ; sous ce rapport, l’Argentine occupait une place unique parmi les pays d’immigration sur le continent américain. Ces immigrants arrivaient en Argentine porteurs de différentes idéologies sociales, en partie révolutionnaires, qui avaient surgi en Europe à la fin du XIXe siècle. Ce phénomène sociologique contribua à exacerber les sentiments nationalistes des Argentins et l’antisémitisme déjà prévalant dans certains secteurs.
Avant 1855, les immigrants juifs en Argentine étaient originaires principalement d’Europe occidentale, plus particulièrement de la zone correspondant à l’actuelle Allemagne, et se fixèrent en majorité dans la ville de Buenos Aires. Dès 1872, une première organisation de la peu nombreuse population juive vit le jour, ne comptant au début que 30 membres, puis au bout de dix ans, 55 seulement. Dans la suite, la plupart de ces immigrants juifs proviendront des shtetls (bourgades juives) russes situées dans la zone de Kamianets-Podilsky (actuelle Ukraine), aux confins de l’Empire austro-hongrois et de la Russie tsariste.
L’immigration des juifs en Argentine s’explique d’une part par la persécution qu’ils subissaient en Europe orientale, et d’autre part par la politique de promotion de l’immigration officiellement pratiquée par le gouvernement argentin, en accord avec la législation existante, elle-même dérivée de dispositions de la constitution de 1853. Cette politique migratoire trouvait sa justification dans les circonstances et dans les nécessités du pays, et comportait l’obligation d’attirer des immigrants de diverses origines sans discrimination.
C’est dans ce cadre que 918 juifs russes immigrèrent en Argentine en 1886. En 1887, le nombre des émigrants russes et roumains se montait à 955 personnes, et 512 nouveaux émigrants originaires des mêmes territoires arrivèrent en 1889. Entre 1886 et 1888, par suite des pogroms et des persécutions, 2 385 juifs gagnaient l’Argentine à bord du vapeur Weser, dont 2 260 se fixèrent avant 1889 dans le pays. Cette même année 1889, une législation spéciale ouvrait les portes de l’Argentine à la libre immigration, ce qui permit aux vapeurs Weser et Bremen de débarquer en Argentine 1 200 juifs venus d’Allemagne, et à  20 121 nouveaux juifs d’être accueillis l’année suivante en Argentine. Pour stimuler cette immigration, le gouvernement argentin approuva un plan prévoyant de payer les passages maritimes et les voyages terrestres et adopta une législation de soutien à l’immigration. Ces mesures provoquèrent une hausse du flux d’immigrants, dont une dizaine de milliers de juifs entre 1891 et 1896. Une grande partie de ceux-ci s’établirent dans les provinces de Buenos Aires, d’Entre Ríos et de Santa Fe, dans le cadre d’une entreprise de colonisation agraire appuyée et financée par la JCA du baron Maurice de Hirsch, entreprise d’un certain succès et qui est dûment recensé dans les annales de l’histoire agricole argentine. Une autre partie de ces immigrants élut domicile à Buenos Aires et dans ses environs, ou dans d’autres colonies agricoles de l’intérieur du pays. Parmi les villes de l’intérieur, ce sont Córdoba, Mendoza, Rosario, Santa Fe et Tucumán qui accueillirent le plus grand nombre de juifs,. Jusqu’à la fin de la décennie 1920, l’immigration planifiée, ajoutée à celle spontanée, avait amené un nombre total d’immigrants juifs aux alentours de 150 000 individus.
Début XXe, la communauté juive de Buenos Aires pouvait s’appuyer sur un ensemble d’organisations communautaires, comprenant des associations de bienfaisance, des embryons de partis politiques, des bibliothèques, des écoles, des institutions religieuses telles que Hevre Kadisha, Talmud Tora, etc., et des institutions culturelles. Parallèlement furent imprimés les premiers journaux juifs, qui cependant pour la plupart disparaîtront quelque temps après. Deux quotidiens rédigés en yiddiche, où se reflétait tout le large éventail d’activités communautaires, eurent une assez vaste diffusion,. La communauté juive d’alors se composait d’une mosaïque de nationalités différentes : 80% des juifs de Buenos Aires étaient d’origine ashkénaze, et de ceux-là 82% venaient d’Europe de l’est, et étaient essentiellement Russes ; toutefois, ceux-ci allaient, après la Première Guerre mondiale, être dépassés en nombre par les juifs en provenance de Pologne, de Roumanie et de Lituanie ; 4,3% étaient d’Europe centrale (Allemagne, Autriche et Hongrie), et le reste était d’origine séfarade.
Les immigrants de nationalités européennes, principalement les Catalans, Italiens, Espagnols, Allemands et Juifs, allaient former la base de la classe ouvrière argentine. Beaucoup de ces étrangers arrivaient en Argentine avec leur expérience syndicale et politique, acquise lors des luttes sociales dans leur pays d’origine, ce qui ne tarda pas à se manifester dans le mouvement ouvrier argentin, et ce qui explique qu’il y eut vers la fin du XIXe siècle un important réseau de syndicats (gremios) et que la classe ouvrière en Argentine disposait déjà formellement d’un parti politique de classe, le Parti socialiste. Des groupements syndicaux se constituèrent parfois en prenant pour base l’origine ethnique ou l’affinité idéologique. Ainsi y avait-il à cette époque un lien très étroit entre le mouvement anarchiste espagnol et celui d’Argentine ; dans chacun de ces deux pays, les anarchistes ont joué un rôle de premier plan dans la formation d’organisations de travailleurs et furent pendant de longues années majoritaires à la tête des grandes fédérations ouvrières. Nombre d’immigrants juifs vinrent à faire partie de la direction de différentes associations ouvrières, toutefois cette nouvelle population juive immigrée dans son ensemble était dans une mesure assez faible imprégnée des idéologies européennes d’avant-garde.
Des militants d’origine juive jouèrent un certain rôle dans les deux principaux groupements ouvriers — socialiste et anarchiste —, où ils vinrent parfois à occuper des postes de direction. En ce qui concerne le Parti socialiste, fortement lié à la centrale syndicale correspondante, un de ses membres d’origine juive, Enrique Dickmann, fut élu à la Chambre des députés, et plus tard, son frère Adolfo devint lui aussi membre du Congrès national. Les ouvriers juifs s’affiliaient aux différents groupes syndicaux, optant pour la plupart pour la tendance socialiste. Dans certains syndicats, ils arrivaient à former la majorité et s’y distinguaient par leur action. Ne se bornant pas à la seule activité syndicale, ils organisèrent également au sein de la collectivité juive — composée majoritairement d’ouvriers, d’artisans et de petits commerçants — des bibliothèques ouvrières, des représentations de théâtre, des débats idéologiques, des organisations d’entraide, etc. Dans le mouvement anarchiste également, les juifs occupaient une place importante, à telle enseigne que le journal du mouvement comportait une page écrite en yidich.
Dans ces groupes, nombreux étaient ceux dotés d’une solide conscience de classe, et à peine avaient-ils débarqué en Argentine qu’ils commencèrent à mettre sur pied à partir de 1905 les structures organisatrices pour le prolétariat juif. Dans les premiers temps, les socialistes juifs, regroupés dans le Bund, étaient territorialistes (favorables à l’intégration sur le territoire d’accueil, où ils voulaient tout au plus s’ériger en « groupe linguistique » distinct), tandis que les socialistes sionistes se regroupaient dans le Poalei Sion. Peu après, anarchistes, bundistes et socialistes démocratiques de tendance assimilationniste commencèrent chacun de leur côté à former leur propre organisation idéologique.
Ce ne fut qu’à partir du 1er mai 1906 que les juifs apparurent en tant que groupes ouvriers organisés, avec leurs propres mots d’ordre et leurs propres pancartes rédigées en yiddich, et aussi en arborant le drapeau rouge, qui constituait une nouveauté et ne manqua d’attirer l’attention du public et des autorités. Du reste, le mouvement ouvrier juif eut à lutter pour voir reconnue sa légitimité comme groupe spécifique, à quoi se montrait hostile une grande partie des courants ouvriers dominants au sein du syndicalisme argentin et des partis ouvriers. P. ex., les ouvriers juifs du groupe Poalei Sion tentèrent de se rapprocher du Parti socialiste, lequel ne les accepta en son sein qu’à titre de groupe linguistique, ce parti en effet s’opposant au sionisme. Il s’ensuivit de fortes tensions dans les milieux juifs, entre les idéologies intégrationniste et ethnocentrique. Lors même que ni alors, ni dans la période immédiatement postérieure, les juifs ne fussent un élément crucial dans les centres du mouvement prolétarien argentin, la lutte des ouvriers juifs est néanmoins signalée dans l’histoire syndicale argentine comme un antécédent notable au regard de l’organisation des classes laborieuses du pays.
Il y eut quelques juifs, en minorité, dans la direction des mouvements ouvriers socialistes et anarchistes, mais la grande majorité de la communauté juive ne se reconnaissait pas dans ce militantisme et dans ces idéologies ; en comparaison, les activistes italiens, espagnols et catalans étaient nettement plus nombreux. La présence juive, si elle ne fut pas massive dans les syndicats, a pu se faire sentir par ailleurs de manière individuelle à travers l’action de quelques activistes. Par exemple, un des quatre ouvriers qui périrent dans le massacre commis par la police lors de la manifestation du 1er mai 1909 à Buenos Aires (la Semaine rouge) s’appelait Jacobo Resnikoff et était un jeune juif de 22 ans. Sa mort sera vengée en novembre de la même année par Simón Radowitzky, militant anarchiste juif.
De façon générale, les immigrants juifs étaient numériquement loin derrière les Italiens et les Espagnols, qui disposaient déjà de foyers de peuplement solides et anciens au moment où commençait à monter la vague migratoire juive. L’on s’évertua à accoler à « la communauté juive », constituée pourtant d’une mosaïque de nationalités différentes, un caractère distinctif basé sur la prédominance en son sein des juifs d’Europe orientale, et le terme « Russe » se transforma bientôt en un synonyme de juif ashkénaze, les Sépharades étant quant à eux assimilés aux immigrants d’origine « turque », lorsque provenant de l’Empire ottoman, ou d’« arabe », si originaires du Moyen-Orient ou du Maroc espagnol. Comme minorité ethnique, par un ensemble de caractéristiques (langue, coutumes, traditions, religion, tenue vestimentaire) qui les singularisaient et facilitaient leur repérage comme groupe distinct, ces juifs se détachaient des courants migratoires originaires d’Europe occidentale, et une grande distance séparait ces immigrants notamment des masses d’origine latine. Les vieux stéréotypes antisémites déjà présents connurent ainsi un regain de vitalité dans le Río de la Plata, d’autant plus que certains secteurs juifs s’adonnaient à des activités telles que le prêt sur gage, parallèlement au commerce d’achat et vente d’objets usagés. Sur le plan social, certains furent très actifs dans le mouvement ouvrier, voire s’impliquèrent dans des actions terroristes. Cette activité, combinée aux stéréotypes évoqués ci-haut, leur valut d’être désignés comme « élément social perturbateur », et le mot « Russe » acquit ainsi dans les milieux réactionnaires traditionnels une connotation obscure renvoyant à l’anarchisme et à la révolution,.
Par suite du rôle joué par le mouvement ouvrier juif, une identification se produisit dans l’esprit des classes dominantes entre ces militants juifs et les courants idéologiques les plus radicaux du mouvement ouvrier argentin, et cela à une époque de conflit social exacerbé dans le pays. Il s’ensuivit que ces militants furent tenus par les autorités de l’État et par certains secteurs des classes dominantes pour le parangon de l’« élément perturbateur ».

#### Antisémitisme antérieurement à la Semaine tragique
Il y a lieu de distinguer deux principales sources de l’antisémitisme en Argentine : d’un côté le nationalisme, en grande partie laïc, et de l’autre l’Église catholique, influente alors dans nombre de secteurs de la population. Toutefois, des militants cléricaux et catholiques pouvaient, en fonction des circonstances, passer à un activisme nationaliste. Le nationalisme conservateur prit pied dans les classes supérieures comme modalité de réaction face aux attaques de diverse nature mettant en cause leur hégémonie sociale. Abstraction faite des attentats, qui étaient souvent exécutés par des terroristes anarchistes, presque tous européens et non catholiques, il est un fait que les immigrants non catholiques faisaient plus souvent que les autres professions d’adhérer aux idées anarchistes, socialistes ou marxistes.
Les premières manifestations d’antisémitisme en Argentine apparurent dès 1881, notamment à travers une critique de la politique d’immigration publiée dans le journal L’Union Française de Buenos Aires, dans son éditorial du 22 août 1881, et hostile à l’envoi d’un agent du gouvernement vers l’Europe orientale, où il était chargé d’attirer en Argentine les juifs persécutés par les pogroms en Russie ; l’éditorial se référait aux juifs d’une façon méprisante et mettait en garde contre les conséquences « désastreuses » d’une immigration massive de cette population. Le quotidien La Nación du 26 août 1881 argua lui aussi que la population juive, de par son particularisme, aurait les plus grandes peines à s’adapter aux conditions de l’Argentine et à adhérer à la société nationale. Ensuite, l’antisémitisme, loin de s’amenuiser, gagna en virulence avec la montée du nationalisme argentin et se répercuta jusque dans les programmes scolaires à tous les niveaux.
En dépit de ce que l’État argentin eût donné suite à la demande nationaliste du « creuset de races » (crisol de razas) et d’« argentinisation », il était toléré que les communautés d’immigrants maintiennent leurs pratiques culturelles, religieuses et linguistiques, voire cultivent leurs anciennes allégeances nationales. Cette exigence d’unification était sous-tendue par une sensibilité nationaliste se propageant en Argentine au début du XXe siècle, sous l’effet de la crainte, présente dans les élites dominantes, que les mouvements ouvriers puissent instiller des idées socialistes, communistes ou anarchistes dans la population.
La majorité des immigrés s’était concentrée à Buenos Aires, où ils arrivèrent à former 50% de la population de la ville, et même 72 % parmi les plus de vingt ans. Cette masse commença à se politiser ; ainsi, en 1882, les socialistes allemands fondèrent le club Vorwärts et en 1894 surgit le journal La Vanguardia. Ce dernier fit figure de porte-parole du socialisme, lequel deux ans plus tard s’incarna pour la première fois dans un parti politique à la suite de la création par Juan B. Justo du Parti socialiste,. En 1902 éclatèrent de nombreuses grèves menées par les anarchistes et les socialistes, auxquelles le gouvernement réagit par une loi d’« état de siège » et en promulguant la « loi de résidence », qui autorisait le gouvernement à expulser du pays tout dirigeant syndical, les agitateurs étrangers étant en effet tenus pour coupables du malaise dans les classes ouvrières. En même temps, en raison de l’assassinat du commissaire de police Ramón L. Falcón par le jeune activiste anarchiste juif Radovitzky, les sentiments xénophobes et antisémites s’exacerbèrent encore davantage. La grande presse, les cercles de pouvoir, l’Église, la grande bourgeoisie et les grands propriétaires terriens voyaient dans les prolétaires juifs un ferment révolutionnaire et tendaient à les identifier tous comme Russes, au motif de leur pays d’origine, où d’ailleurs venait de l’emporter la révolution bolchevique.
Le nationalisme catholique, profondément enraciné dans la droite élitiste, n’éprouvait aucune révérence particulière pour la Constitution nationale, ou à tout le moins souhaitait la voir réinterprétée dans un sens antilibéral. La jeunesse élitiste avait été instruite dans les écoles et lycées catholiques, où lui avaient été prodiguées, hors enseignements conventionnels, certaines exhortations tendant à attiser ses sentiments hostiles à la population immigrante. Par l’influence spirituelle du clergé et la pratique militaire reçue dans certains clubs de l’armée, ces jeunes gens allaient fournir les troupes de choc idéales pour exécuter, à l’encontre des minorités sans défense, les desseins les plus odieux, pendant que les véritables meneurs et idéologues se tiendraient dans les coulisses. La grande presse traditionnelle et certains écrivains de cette époque apportaient leur contribution à la xénophobie, au rejet de l’immigration « non sélective », et à l’antisémitisme social.
Dans les manuels utilisés dans l’instruction religieuse, les juifs apparaissaient invariablement comme les responsables de la crucifixion du Christ et comme les auteurs de sa mort, et ce plus particulièrement dans les textes à destination des enfants les plus jeunes des écoles primaires, qui suivaient leur première année d’éducation religieuse. L’antisémitisme social fut amplement propagé et exploité par l’Église catholique, la grande presse et par certains dirigeants conservateurs liés à la haute société économico-rurale qui dominait la politique de l’époque et qui marquera de son empreinte l’atmosphère qui prévaudra durant la Semaine tragique. Pour le clergé, le socialisme, l’anarchisme et tout mouvement progressiste s’appuyant sur les idées modernes étaient des cibles fondamentales dans sa lutte contre l’athéisme et la franc-maçonnerie, qu’il s’évertuait à mettre en relation avec le judaïsme.
À cet effet, le clergé, afin de contrer l’influence socialiste et anarchiste dans les masses laborieuses et s’assurer la sympathie et le soutien des couches populaires de la population, mit sur pied en 1892 une organisation dénommée « Cercles catholiques d’ouvriers » (Círculos Católicos de Obreros), sous le parrainage de laquelle de nombreux prêtres, sur des podiums improvisés aux coins de rue de la ville, discouraient contre les socialistes et les anarchistes. Ces cercles, pour la plupart implantés dans les paroisses de quartier, étaient des entités mutualistes, éloignées du modèle traditionnel des syndicats ouvriers, et fournissaient à leurs adhérents, outre l’endoctrinement politique, certains services sociaux. En particulier, ils organisaient des conférences qui, quand elles étaient prononcées par des dirigeants de la curie ecclésiastique, se contentaient d’attaquer le socialisme et le matérialisme, mais qui, prononcées par les curés du lieu, professaient un antisémitisme virulent. L’organisation réussit à avoir une ample diffusion et comprenait en 1913 plus de 70 cercles, comptant au total plus de 24 000 affiliés, et faisait paraître une publication mensuelle intitulée El Trabajo (littér. Le Travail), distribuée gratuitement à plus de 20 000 exemplaires.

#### Tensions sociales au tournant du siècle etSemaine rouge
La première grève générale de novembre 1902 à Buenos Aires avait été pour les classes possédantes une source de frayeur et avait suscité chez eux le sentiment d’être confronté à un grave défi à l’ordre établi. En raison de la qualité d’étranger de la plupart des salariés impliqués dans ces conflits sociaux, les classes dominantes inclinaient à voir dans ces événements le résultat d’une « agression extérieure » et à y déceler un problème introduit en Argentine de façon artificielle dans les bagages de l’immigration de masse. Si ce n’était pas tant l’étranger comme tel que l’idéologie anarchiste et syndicaliste des immigrants qui était abhorrée, néanmoins la recherche d’un coupable porta notamment la Génération de 1880 (association d’intellectuels libéraux et conservateurs issus de l’oligarchie, qui fut à l’origine de la littérature argentine moderne) à développer un discours xénophobe et antisémite. Par ailleurs, les classes dominantes avaient à cœur d’adopter les idées alors en vogue dans l’Ancien Monde, dont en particulier un type d’antisémitisme en provenance de France, tel qu’articulé par Édouard Drumont. Les articles de ce dernier et d’autres écrits antisémites eurent une grande diffusion et influence dans les milieux intellectuels de Buenos Aires et en particulier sur l’écrivain et journaliste Julián Martel, qui s’appuyait sur eux pour composer ses articles antisémites.
L’imputation de quelque rôle de premier plan aux groupuscules socialistes et syndicaux issus du mouvement ouvrier juif s’explique par le fait que l’on associait plusieurs de leurs militants avec les positions les plus radicales du mouvement social argentin, et ce dans des moments de conflit social aigu dans le pays, à savoir en 1909, 1910 et 1919. En conséquence, ces groupes juifs furent identifiés par l’État et par les couches dominantes comme le stéréotype de l’« élément perturbateur ». L’Argentine est du reste le seul pays du continent américain dans lequel la « question juive » est aussi persistante et où elle est perçue depuis le début du XXe siècle par différents secteurs de la société civile comme un problème pour la Nation.
Vers la même époque, les publications catholiques décidèrent de « dénoncer le secret » que renfermerait le socialisme : son origine juive et sa subordination aux intérêts des Israélites. Fin décembre 1909, La Voz de la Iglesia (littér. La Voix de l’Église) publia le premier exposé systématique de la théorie de la « conspiration judéo-socialiste », laquelle théorie sera sans cesse répétée dans les années suivantes. Les milieux catholiques aimaient à faire l’amalgame entre judaïsme et différents agents subversifs, tels que la franc-maçonnerie, le libéralisme, le monde de la finance, l’anarchisme, et surtout le socialisme (puis plus tard le maximalisme, c’est-à-dire le communisme). Les plus souvent ciblés étaient les immigrants de Russie, les gestes d’hostilité se multipliant à leur encontre, tandis que se resserrait la surveillance des nouveaux arrivants originaires de ce pays,. Ces croyances étaient dans une large mesure le produit de la tradition antisémite catholique française. À tout moment, les milieux de la droite conservatrice s’attachaient à promouvoir l’idée que les juifs, en qualité de collectivité minoritaire, étaient liés au mouvement ouvrier extrémiste révolutionnaire, de sorte que désormais il était question de la conspiration judéo-bolchevique. Cet amalgame prémédité fut utilisé pour détériorer, aux yeux de l’opinion publique, l’image du socialisme en liant celui-ci au juif vilipendé, et permit ainsi de canaliser en direction du courant migratoire juif le mécontentement social croissant régnant dans les secteurs ouvriers.
De 1907 à 1910, dans une atmosphère de conflits sociaux et de grèves incessants, furent enregistrés à Buenos Aires 775 grèves, qui mobilisèrent au total plus de 200 000 travailleurs. Les anarchistes préparèrent une grève générale à l’occasion du centenaire de l’Indépendance que le gouvernement voulait célébrer. Auparavant déjà, les centrales syndicales ouvrières avaient décrété une grande grève générale, qui fut écrasée par la police. Ce fut cette même police qui coordonna également l’activité supplétive de groupes civils armés, composés d’individus issus de la bourgeoisie portègne et se chargeant du rôle de « gardes blancs ». Ces « gardes blanches », qui étaient le bras exécuteur des idéologies d’extrême droite enracinées dans le pouvoir conservateur, étaient armées et entraînées par des officiers de l’armée et centraient leur action surtout sur les immigrants russes de religion juive et sur les Catalans, ces derniers étant assimilés aux anarchistes. Provenance nationale et idéologie politique étaient opportunément amalgamées, et les victimes des gardes blancs étaient désignés comme de « dangereux agitateurs » voulant instaurer un régime « maximaliste » en Argentine, de sorte que la xénophobie se doubla d’un caractère anti-ouvrier. Les autorités pour leur part réagirent en édictant de nouvelles lois restrictives et en expulsant du pays ou incarcérant plus de 3 000 ouvriers.
En plus d’instaurer l’état de siège, les autorités suspendirent les droits et garanties individuels et collectifs. Le pays, et en particulier la capitale Buenos Aires, vécut une période de grandes répressions, de « coups de filet », d’attaques et de pogroms. Les continuelles tensions sociales furent cause que dans la première décennie du XXe siècle l’état de siège fut décrété à cinq reprises. En 1905, de nombreux dirigeants ouvriers furent poursuivis et emprisonnés. En octobre 1905, l’on eut à nouveau recours à la même législation répressive pour neutraliser une grande grève dans le port de Buenos Aires, mais sans pouvoir empêcher des grèves et des manifestations d’avoir lieu dans tout le pays. Le 1er mai 1909 se produisit une manifestation anarchiste, qui fut attaquée et dispersée par la police, ce qui provoqua la mort de 14 manifestants et en blessa 80 autres ; parmi ces morts figurait un ouvrier juif, Jacobo Reznikoff. La grève générale fut alors décrétée, qui dura une semaine et qui entra dans l’histoire sous l’appellation de grève de la semaine de mai.
Quelques mois plus tard, le 14 novembre 1909, le chef de la police, le colonel Ramón L. Falcón, fut assassiné au moyen d’une bombe lancée au moment où passait le coche dans lequel il se déplaçait. L’auteur de l’attentat était un jeune juif nommé Simón Radowitzky ; quoique ce jeune militant ne manifestât aucun intérêt pour la problématique juive, son procès fut l’occasion de réaffirmer le prototype de l’israélite déraciné et perturbateur ou agitateur. Pendant le procès de Radowitzky, les rues de Buenos Aires où les juifs s’étaient concentrés résonaient aux cris forcenés de « Dehors les Russes ! », et la droite conservatrice, ne laissant passer aucune occasion de proclamer que le juif était lié au mouvement ouvrier révolutionnaire, évoqua « une conspiration judéo-maximaliste ». Le mois suivant et encore au mois de mai 1910, la rumeur fut propagée qu’une grève générale de caractère « révolutionnaire » était en gestation, ce qui justifia la réinstauration de l’état de siège. Dans le même temps, la police et un groupe nombreux de volontaires issus des élites sociales portègnes s’organisèrent en se donnant pour nom Garde civile ou Jeunesse autonomiste. Leur première action eut lieu le 14 mai 1910 et consista à attaquer et à incendier les locaux des partis anarchiste et socialiste et les imprimeries de leurs journaux, La Protesta y La Vanguardia. Dans la foulée, le 15 mai, la Police civile auxiliaire, organisée par Luis Dellepiane et composée de jeunes gens des classes supérieures, dont beaucoup étaient membres de la très aristocratique Sociedad Sportiva Argentina, attaquèrent le quartier de l’Once, mirent à sac les commerces et les locaux ouvriers juifs, et, sous le regard indifférent de la police, s’en prirent violemment aux hommes, femmes et enfants, et se déchaînèrent en particulier contre les institutions et les foyers juifs, pour défiler ensuite par les rues en exhibant leur butin. Les bibliothèques ouvrières et le journal Avangard furent incendiés, leurs meubles saccagés et leurs livres déchiquetés dans les rues de Buenos Aires. La Bibliothèque russe, fondée en 1905, qui servait de lieu de rencontre à l’usage de toute personne d’opinion socialiste au sens large du terme, fut ravagée et des milliers de ses livres brûlèrent dans des bûchers allumés sur la place du Congrès, en plein centre de la capitale. Ce premier pogrom fut comme la préfiguration de celui d’une ampleur beaucoup plus grande qui éclatera 9 ans plus tard, sur les mêmes lieux, par des auteurs de même origine, qui ne seront pas davantage châtiés par les autorités.

### Déroulement
Fin 1918, le journal La Época, proche du pouvoir en place, affirma que de la propagande maximaliste avait été retrouvée dans Buenos Aires. En décembre 1918, la presse mit en garde contre l’arrivée en Argentine d’agitateurs russes, qui ourdiraient un complot bolchevique. Il n’est pas surprenant que, dans ce contexte de psychose autour d’une imminente agitation maximaliste, les classes dirigeantes aient agi sous le coup de la peur pendant les événements de la Semaine tragique et aient fantasmé sur un présumé complot du « soviet » local. La « chasse au Russe » qui s’ensuivit s’acheva au terme de deux jours par l’annonce sensationnelle selon laquelle le gouvernement avait réussi à mettre au jour un « complot bolchevique » et avait mis sous les verrous tous les membres du « ténébreux gouvernement » à la tête duquel se trouvait le journaliste juif bundiste Pedro (Pinie) Wald. La suspicion que tout Russe serait porteur naturel du germe révolutionnaire, déjà présente en 1910 (consécutivement à l’affaire Simón Radowitzky), servit ensuite, durant la Semaine tragique, et avec la complicité des autorités, à justifier le pogrom antijuif de 1919.
La propagation de la rumeur affirmant un lien entre la révolution maximaliste et les immigrants russes juifs provoqua dans la jeunesse catholique une flambée de patriotisme et de haine envers tous les étrangers, spécialement les juifs, jugés responsables du « soulèvement ». C’est ainsi que se constituèrent différents groupes dont la fonction déclarée était d’aider les gardiens de la loi à « sauver le pays ». Parmi ces groupes, qui se dotaient de diverses dénominations, la Ligue patriotique argentine sera l’un des plus diligents lors des événements de janvier 1919. Ladite Ligue vit le jour au sein du Centro Naval, club de jeunes officiers de marine, le 10 janvier 1919, sous la direction de l’amiral Manuel Domecq García, d’abord sous l’appellation de Défenseurs de l’ordre (mais appelés aussi Gardes blanches), poussée par la crainte que le gouvernement radical ne fût pas suffisamment implacable dans sa répression des grévistes. La Ligue patriotique argentine se composait de membres de l’élite sociale, prêts à collaborer étroitement avec la police et l’armée. La composition hétérogène du groupe — qui comprenait des libéraux, des conservateurs, des cléricaux etc. — indique que la conjoncture politique avait polarisé les forces sociales en présence, et que les classes supérieures ayant su promptement fédérer toutes leurs forces et réagir avec célérité face à la gravité des événements. La formation de la Ligue répondait aux objectifs conjugués tant des institutions représentant les intérêts du patronat que du corps des officiers des forces armées. L’Église donna également son appui à travers l’Union démocrate chrétienne (Unión Democrática Cristiana), avec à sa tête monseigneur Miguel de Andrea.
Le pogrom fut déclenché vers le milieu de la Semaine tragique, au moment où des civils des classes supérieures commençaient à se joindre à la répression, laquelle atteignit ses points culminants les 11 et 14 janvier 1919. Les prémisses de ce pogrom datent du 10 janvier, jour où se tint au Centre naval une réunion présidée par le contre-amiral Manuel Domecq García. Il fut ensuite mis à exécution par la Ligue patriotique argentine, dont les membres incendièrent les synagogues et aussi les bibliothèques Poale Zion et Avangard, et entreprirent d’attaquer les passants, notamment ceux dont l’habillement présentait quelque élément permettant d’en inférer leur appartenance à la communauté juive.
Des centaines de juifs furent appréhendés et emmenés de force, puis enfermés dans les geôles des 7e et 9e commissariats (au no 2625 de la rue Lavalle et au no 550 de la rue Général Urquiza, respectivement), et au Département central de la Police fédérale argentine, où ils furent sauvagement torturés et eurent à subir les pires avilissements. Le journaliste José Mendelsohn laissa, dès ce même 10 janvier, dans Di Idische Tzaitung (littér. Le Journal juif), un témoignage de ce qui s’était passé :

« Tous les pogroms européens ne sont que bagatelles à côté de ce qui a été fait dans la rue aux vieillards juifs par les bandes civiles dans les 7e et 9e commissariats, et au Département de police. Des cavaliers ont traîné de vieux juifs dénudés à travers les rues de Buenos Aires, les ont tirés par la barbe, par leurs barbes grises et chenues, et quand ils ne pouvaient plus courir au rythme des chevaux, leur peau s’écorchait en rasant les trottoirs, pendant que périodiquement les sabres et les cravaches des hommes à cheval s’abattaient et frappaient leurs corps.[...] Ils frappaient et frappaient posément, torturaient méthodiquement pour éviter que leurs dernières forces ne s’évanouissent et pour prolonger sans fin les souffrances. Cinquante hommes, de crainte de se fatiguer à fouetter, se relayaient auprès de chaque prisonnier, de sorte que l’exécution s’est poursuivie du matin jusque passé midi, du crépuscule jusqu’à la nuit, et de la nuit jusqu’au point du jour. Avec des allumettes, ils brûlaient les genoux des détenus, pendant qu’ils transperçaient avec des épingles leurs blessures ouvertes et leurs chairs mises à nu.[...] Au 7e commissariat, les soldats, les gardiens et les juges enfermaient les prisonniers (en majorité juifs) dans des baignoires pour leur uriner dans la bouche. Les tortionnaires criaient : "vive la patrie, mort aux maximalistes et à tous les étrangers !". »

— José Mendelsohn, 10 janvier 1919
L’écrivain Juan José de Soiza Reilly, témoignant sur la violence sexuelle faites aux femmes, dénonça les cas de « deux filles de quatorze ou quinze ans (qui) racontèrent en pleurant qu’elles avaient perdu entre les brutes le trésor de l’immaculée ; à l’une d’elles, qui avait résisté, on trancha la main droite d’un coup de hache ».
Le nationaliste Juan Emiliano Carulla fut lui aussi le témoin direct de tels actes :

« Il se produisit aussi des manifestations sous l’invocation de l’enseigne Patrie, et des groupes d’habitants du quartier et de jeunes volontaires se donnèrent pour tâche d’obtenir la réouverture des commerces et le rétablissement de la circulation. L’un des hommes qui à ce moment-là surent unifier volontés et efforts fut Manuel Carlés, qui jouissait alors d’un grand prestige par son action parlementaire et par ses hauts talents de juriste et d’orateur. Autour de lui vint se grouper une phalange d’Argentins enthousiastes, qui se donneront pour nom Liga Patriótica Argentina.[...] Ayant entendu dire qu’ils étaient occupés à incendier le quartier juif, j’y dirigeai mes pas. Je marchai par les rues Junín, Uriburu et Azcuénaga, au début sans trouver de signes patents de troubles, sauf la présence dans les porches et aux angles de groupes d’hommes, de femmes et d’enfants dans une attitude expectative. Ce fut en arrivant à Viamonte, à la hauteur de la faculté de médecine, qu’il me fut donné d’assister à ce que l’on pourrait dénommer le premier pogrom en Argentine. Au milieu de la rue brûlaient des monceaux formés de livres et de vieux vêtements, entre lesquels l’on pouvait reconnaître des chaises, des tables et d’autres objets domestiques, et les flammes illuminaient sinistrement la nuit, mettant en évidence, par une lueur rougeâtre, les visages d’une foule gesticulante et angoissée. Je me frayai un chemin et pus voir qu’à peu de pas de là on se battait à l’intérieur et à l’extérieur des bâtiments. Me renseignant, j’appris qu’il s’agissait d’un commerçant juif qu’on accusait de faire de la propagande communiste. Cependant, il m’apparut que le cruel châtiment débordait sur d’autres foyers juifs. Le bruit des meubles et des caisses violemment jetés à la rue se mêlait aux cris de « mort aux juifs, mort aux maximalistes ». À intervalles réguliers passaient tout près de moi de vieux barbus et des femmes échevelées. Je n’oublierai jamais le visage grisâtre et le regard suppliant de l’un d’eux qu’une paire de gamins traînaient, de même que celui d’un enfant sanglotant qui s’agrippait à la vieille lévite noire, déjà délabrée, d’un autre de ces pauvres diables. Je détournai, non sans répugnance, mon regard de cette scène choquante, mais ce ne fut que pour l’appliquer à d’autres scènes du même acabit, car le trouble provoqué par l’attaque des commerces et foyers juifs s’était propagé à plusieurs îlots à l’entour. »

— Juan E. Carulla.
C’est au milieu du massacre que l’expression « moi Argentin » (yo, argentino), utilisée en guise de sauf-conduit pour se sauver la vie, fit son apparition, pour perdurer ensuite dans le parler argentin, comme parodie de la supplique juive de 1919, au sens de « moi je n’ai rien à voir avec cela ».
Le journal gouvernemental La Época, adoptant un point de vue ouvertement antisémite, imputa dans son édition du 19 janvier à la communauté juive la responsabilité de la violence de la Semaine tragique :

« Une minuscule minorité, qui dans les ténèbres prépare et réalise les barbaries auxquelles, avec tact et sérénité, le gouvernement a mis fin... Et nous disons qu’il s’agit d’une minorité minuscule parce que les véritables auteurs des événements passés représentent 1,18% de la population de la République et 1,79% de la Capitale fédérale. »

— La Época, 19 janvier 1919.
Les pourcentages indiqués par le journal radical correspondent aux pourcentages que représentait la population russe au recensement de 1914, population russe qui était identifiée à la population juive, à telle enseigne que dans le langage courant, jusqu’à aujourd’hui, les termes russe et juif sont synonymes.
L’ambassade des États-Unis comptabilisa à l’Arsenal 179 cadavres non inhumés de « Russes juifs ».
Bien que l’implication, active ou passive, des forces de sécurité officielles dans ces attaques antijuives soit avérée, il serait inexact de voir dans les événements de 1919 à Buenos Aires une réplique des pogroms contemporains en Europe orientale. En effet, à la suite des troubles, le rabbin de la Congrégation israélite de la République argentine (CIRA), Samuel Halphón, s’engagea à collaborer avec la police pour « extirper de la communauté juive les éléments nocifs » et sollicita les autorités policières d’apporter protection à sa communauté, ce que d’ailleurs lesdites autorités lui assureront de faire ; ce type de démarche eût été impensable dans la Russie tsariste. Il reste qu’aucun des responsables de ces attaques ne fut sanctionné.
Deux années après la Semaine tragique, des faits similaires (du point de vue des juifs) se produisirent à Villaguay, dans la province d’Entre Ríos. Après une grève, dont le délégué était juif, la Ligue patriotique, emmenée par les fils d’un certain Montiel, propriétaire agricole, tira des coups de feu sur les ouvriers. Devant le congrès, le député radical pour Entre Ríos, Eduardo Muesca, reproduisant le récit fait par le journal La Nación, interpréta l’incident comme un affrontement entre criollos (Argentins de souche et d’ascendance hispanique), appuyés par la Ligue patriotique, d’une part, et juifs, anarchistes et agitateurs étrangers, d’autre part ; il ajouta que « les juifs d’Entre Ríos sont des gens sans racines et ne se sentant pas liés au pays ».
Deux années après la Semaine tragique, des faits similaires (du point de vue des juifs) se produisirent à Villaguay, dans la province d’Entre Ríos. Après une grève, dont le délégué était juif, la Ligue patriotique, emmenée par les fils d’un certain Montiel, propriétaire agricole, tira des coups de feu sur les ouvriers. Devant le congrès, le député radical pour Entre Ríos, Eduardo Muesca, reproduisant le récit fait par le journal La Nación, interpréta l’incident comme un affrontement entre criollos (Argentins de souche et d’ascendance hispanique), appuyés par la Ligue patriotique, d’une part, et juifs, anarchistes et agitateurs étrangers, d’autre part ; il ajouta que « les juifs d’Entre Ríos sont des gens sans racines et ne se sentant pas liés au pays ».

### Responsabilités
Le pogrom survenu dans la deuxième semaine de janvier 1919 fut principalement le fait de l’organisation Ligue patriotique argentine et de quelques autres groupes similaires, qui n’avaient chacun qu’une faible assise populaire et étaient appuyés seulement par la haute bourgeoisie criolla (c.-à-d. d’ascendance espagnole), par l’armée, par la police et par des groupes d’agitateurs stipendiés. La Ligue patriotique argentine était parrainée par des institutions nationalistes, en particulier l’Association nationale du travail (organisation patronale) et le Comité Nacional de la Jeunesse. Ce dernier envoya une note au chef de la police pour proposer la collaboration de ses membres avec les forces de police, au motif « que le soutien civil est nécessaire pour faire échec à l’action subversive ». Les jeunes du Comité national de la Jeunesse, encouragés par des libéraux, des nationalistes de l’oligarchie et des cléricaux, organisèrent sans tarder une série d’actions. Tous les groupes impliqués agirent à l’unison les 10, 11 et 12 de janvier 1919, pratiquant des pogroms contre les juifs, tirant à balles sur des ouvriers et se lançant à l’assaut de locaux des syndicats et des partis. Ces mêmes milieux détenaient aussi une maison d’édition de manuels scolaires appelée Hermanos de las Escuelas Cristianas (littér. Frères des écoles chrétiennes) ; celle-ci avait fait paraître deux livres intitulés La tierra et La Argentina, qui comportaient des textes xénophobes en général, mais plus spécialement antisémites, et qui, utilisés comme livres de lecture dans les écoles primaires et secondaires du pays, connurent une large diffusion dans la jeunesse scolarisée.
Il y a lieu de signaler une autre motivation encore, qui, si elle ne fut pas une cause directe de la persécution antijuive, a pu concourir à rendre les attaques plus violentes et que le journaliste Soiza Reilly, collaborateur du mensuel juif Vida Nuestra, formula ainsi que suit :

« Parmi les fils des élites, il y en avait plus d’un qui crut que quelques reconnaissances de dette inquiétantes pourraient être supprimées en même temps que les juifs, et les petits commerçants escomptaient qu’en les tuant tous, ils s’épargneraient des concurrents. Les agresseurs en profitèrent pour en tirer un avantage personnel »

— Juan José de Soiza Reilly.
Selon Nahum Solominski, journaliste et militant de la jeunesse Anilevich – MAPAM (Partido Obrero unificado) à Buenos Aires, c’étaient des jeunes gens appartenant à la haute aristocratie criolla et à la grande bourgeoisie qui, appuyés par des groupes d’agitateurs, furent à l’origine des débordements antisémites, tandis que la grande majorité des ouvriers n’y prirent aucune part. Seul un nombre peu important de civils, secondés par la police, perpétrèrent ces déprédations contre la communauté juive ; la grande presse et l’Église, qui avait une grande influence dans le système éducatif, étalaient désormais au grand jour leur antisémitisme naguère latent et à aucun moment ne s’opposèrent aux débordements.
Tous les commentateurs de l’époque s’accordent à souligner la barbarie des attaques, commises avec la passivité de la police et de l’armée. Ainsi furent saccagés les locaux de l’Organisation théâtrale israélite, les sièges des partis Poalei Sion et Bund (Avangard), où étaient hébergés les centres sociaux des boulangers et pelletiers. Leur mobilier, archives et bibliothèques furent incendiés et toute personne s’y trouvant battue à coups de bâton. Des policiers, des militaires et des agitateurs tiraient des coups de feu sur les passants, en en blessant plusieurs. En même temps, des maisons et des magasins étaient la proie des flammes. Des vieillards, des femmes et des enfants eurent à subir des humiliations et beaucoup furent torturés dans la rue ou au commissariat de police.
Selon Edgardo Bilsky, cette persécution antisémite était en gestation dans l’élite sociale dès le lendemain du mouvement ouvrier de 1910, où notamment le juif anarchiste Simón Radowitzky tua le chef de la police, et ce concomitamment à une incessante prédication contre les juifs par l’Église. Finalement, la crainte de la révolution russe bolchevique amalgama Russes et juifs dans une seule et même définition, et celle-ci fut associée au maximalisme. Selon Bilsky, la masse des ouvriers ne fut pour rien dans ces événements tragiques.
Le général Delepiane, instruit de ce que des forces policières et militaires figuraient parmi les assaillants, estima de son devoir d’expédier le 13 janvier une circulaire adressée à tous les commissariats et ordonnant que fût établie une exacte distinction entre « les criminels que nous persécutons et les pacifiques membres de la communauté israélite ». La responsabilité policière et militaire est engagée dans 71 cas dûment dénoncés pour coups et tortures, et dans de nombreux autres que l’on ignore.
Ont été incriminées également les institutions catholiques. Le médecin et essayiste José Ingenieros rapporta dans ses écrits ce qu’il avait appris à propos de l’invasion des quartiers juifs par des groupes de jeunes en vue de mises à sac et de massacres, et postula que ces jeunes gens appartenaient à des « sociétés secrètes » d’étudiants de collèges jésuites et qu’ils étaient manipulés par quelques prêtres engagés politiquement au service des classes conservatrices. Les socialistes affirmaient qu’à Buenos Aires les curés « soufflaient sur les flammes de la provocation » et relevaient que les Gardes blanches, qui « avaient, protégés par la police, attaqué des ouvriers sans défense et des juifs innocents, appartenaient pour la plupart à des jeunesses catholiques élevées dans des collèges jésuites ». De même, le journaliste et écrivain de droite Leopoldo Lugones imputa aux cercles catholiques une grande part de responsabilité dans les événements, et dénonça la fourberie des classes gouvernantes et cléricales, qui répandirent l’allégation diffamatoire de l’existence d’un mouvement maximaliste d’origine russo-israélite,.

## Victimes
Le bilan total est de quelque 800 morts, jamais identifiés : vieillards, femmes, enfants, hommes. Il y eut également des dizaines de disparus, des milliers de blessés, et plus de 50 000 détenus. Parmi les rapports établis à l’époque se distingue celui de l’ambassade des États-Unis, lequel contient un dénombrement précis, se situant à 1 356 tués. L’ambassade de France pour sa part informa sa métropole que 800 personnes avaient perdu la vie et que 4 000 avaient été blessées.
Des logements ouvriers, des synagogues, des locaux de syndicats et de partis, des journaux, des bibliothèques populaires et juives, et des coopératives avaient été incendiées. Le gouvernement interpela et mit à la torture des milliers de citoyens, dont l’immigrant juif Pinie Wald, qui fut faussement accusé d’être le meneur d’une révolution judéo-communiste, et mit à la disposition des groupes parapoliciers les commissariats de police où ils établirent leurs bases d’opération. Une fois libéré, Pinie Wald relata les tortures et outrages qu’il avait subis dans son livre Koshmar (Pesadilla) (littér. Cauchemar), rédigé en yiddish et traduit en espagnol seulement en 1987,.

## Opinions et réactions
Le 19 janvier 1919, le quotidien La Época, organe officiel de l’UCR et que dirigeait alors le député Delfor del Valle, désigna « les juifs » comme les responsables des incidents.
À l’opposé, la revue littéraire Nosotros, à laquelle contribuaient plusieurs écrivains contemporains renommés, exprima, sous la plume d’Alfredo Bianchi et de Roberto Gusti, son opinion quant aux événements de la Semaine tragique dans les termes suivants : « Les morts ont été au nombre de 700, peut-être de 1000, les blessés ont été des milliers, chiffres propres à épouvanter, car aucun mouvement ouvrier en Amérique, et de très rares dans le monde, ont provoqué autant de victimes. Des innocents y ont péri par monceaux, et parmi eux femmes et enfants n’étaient pas rares ». Dans la même revue, l’écrivain Leopoldo Lugones, homme de lettres d’un certain prestige, encore d’idées libérales en 1919, dénonça la perfidie des classes gouvernantes et du clergé quand ils diffusaient la thèse diffamatoire d’un mouvement maximaliste d’origine spécifiquement russo-israélite, écrivant :

« [...] si le caractère russe de la fantastique rébellion doit s’inférer de la nationalité de ses victimes, l’on notera dans la liste des morts que la police donne pour assaillants ou rebelles une prédominance quasi exclusive de noms espagnols et italiens, ce qui, ou bien révèle une profuse argentinité dans le soulèvement, attendu que l’immense majorité de la population de Buenos Aires est d’origine italienne et espagnole, ou bien un soin méticuleux à ne pas provoquer de conflits avec des pays qui sont en état de faire respecter leurs enfants. »

Des centaines d’adhérents à l’UCR et de membres de la Jeunesse radicale résilièrent leur affiliation en guise de protestation contre les actes répréhensibles marqués d’antisémitisme commis par des groupes agissant sous la bannière du parti, et contre les déclarations d’un délégué au Comité Capitale du parti, qui s’enorgueillissait d’avoir tué, à lui tout seul et en une seule journée, quarante Russes juifs,.
La revue Vida Nuestra envoya dès janvier 1919 un questionnaire à une large palette de personnalités argentines pour leur demander leur opinion au sujet de la Semaine tragique. Vida Nuestra était une publication de haute tenue intellectuelle rédigée par un groupe de journalistes juifs et que dirigeaient León Kibrick et ses collaborateurs Aaron Bilis (peintre, dessinateur, miniaturiste russe), E. Mizes et Salvador Kibrick. La revue s’était donné pour mission de propager chez ses lecteurs la culture juive autant qu’argentine, au travers de ses meilleurs exposants, et s’adressait à un public sélectionné de haut niveau intellectuel aussi bien juif que non juif ; ces derniers en particulier tenaient la publication en haute estime. Cette position favorable que la revue occupait dans les milieux intellectuels argentins la rendait particulièrement bien placée pour lancer, par le biais dudit questionnaire, un débat moral sur les événements de janvier 1919,,.
Les intellectuels consultés par Vida Nuestra embrassaient un large éventail de représentants des disciplines les plus diverses. Les réponses reçues étaient variées et nombreuses, leur nombre total se montant à soixante-et-une, très au-delà des espoirs et des attentes des éditeurs, au point que la publication de ces réactions dut s’étaler sur quatre numéros successifs de la revue. Après réception des réponses, le comité éditorial remercia les répondants à l’enquête de la manière suivante : « Les hommes qui ont répondu à notre appel angoissé ont conquis à tout jamais notre affection. Grâce à eux, la communauté israélite a vu s’évanouir un sombre nuage, qui paraissait annoncer que le châtiment séculaire ne prendrait pas fin ».
Les personnes interrogées, intellectuels, écrivains, hauts personnages de l’État, militaires, universitaires, etc., et qui appartenaient à tous les secteurs sociaux et politiques, s’accordaient cependant tous de façon absolue sur le point principal du questionnaire, à savoir : pour affirmer que les juifs, en tant que tels, n’avaient aucun lien avec la grève sanglante de janvier, et pour condamner les actes de vandalisme perpétrés contre la communauté juive, résultat de cet amalgame.
Si tous les groupes de répondants soutenaient l’innocence des juifs, certains y mirent cependant quelques restrictions, qu’ils intégrèrent dans leurs réponses. L’un de ceux-là était le général Luis J. Dellepiane, qui avait été, à la tête de ses troupes, chargé de rétablir l’ordre dans Buenos Aires pendant les troubles. Il indiqua que certes la communauté juive ne fut pas impliquée comme telle dans les épisodes sanglants, mais néanmoins « considérait [qu’il serait] bénéfique pour elle qu’elle rejette énergiquement de son sein ces aventuriers qui tentent de s’infiltrer en elle » et cherchent protection en elle, ce qui nuit gravement à cette communauté.
D’autre part, les personnalités consultées concordaient à dire que « les juifs ne purent avoir nulle garantie de la part des autorités, étant donné que ces autorités elles-mêmes furent auteurs et complices des crimes commis » ; en substance, ainsi que cela fut exposé en particulier par Mariano Antonio Barrenechea (professeur titulaire d’esthétique à la faculté de Philosophie et Lettres de l’université de Buenos Aires entre 1922 y 1930), cette absence de protection de l’État et ces exactions s’expliquaient par la crainte d’un péril inexistant (maximalisme et révolution ouvrière organisée), crainte « éprouvée par le gouvernement, la police, la classe dominante et les classes moyennes, et exploitée comme justificatif pour appliquer une répression incontrôlée ». Sur un ton ironique, le poète et anarchiste Juan Pedro Calou écrivit que, « eu égard au désordre, à la peur et à l’incertitude, les uniques ‘garanties’ du gouvernement étaient décochées par les bouches des mausers ». Le seul à répondre par l’affirmative à la question Croyez-vous que les Israélites en tant qu’habitants du pays eurent dès le premier instant la garantie nécessaire de la part des autorités?, encore qu’avec des réserves, fut Luis Dellapiane, pour la raison évidente qu’il avait le commandement sur les forces militaires durant les troubles ; il rejeta la faute sur quelques « rares Argentins » qui se conduisirent de manière incorrecte, mais « jamais sous couverture de l’autorité et moins encore de l’autorité militaire », ajoutant que « dans des circonstances analogues, des confusions et des abus se produisent partout ». Le journaliste Aristóbulo Soldano, grand commandeur suprême de la franc-maçonnerie argentine, accusait directement l’Église catholique d’avoir excité le peuple contre les juifs et qualifiait les incidents d’« antisémitisme pur ».
Plusieurs années plus tard, Yrigoyen déclara que les milieux nationalistes voulaient, par une escalade de la violence, « [l’]entraîner à réprimer à feu et à sang ». Le futur président de la Nation argentine Juan Perón, alors lieutenant, incrimina les anarchistes présents parmi les grévistes :

« Il s’agissait d’une conspiration internationale fort bien ourdie, témoin le fait que dans cette même semaine les révoltes spartakistes éclataient à Berlin. […] Comme de juste, les funérailles dégénérèrent en combats de rue. Plus de six cents personnes trouvèrent la mort. »

## Rôle de Juan Perón
Dans son ouvrage Masas, caudillos y elites. La dependencia argentina de Yrigoyen a Perón (1973), l’historien Milcíades Peña fait remarquer, après avoir documenté en détail la répression pendant la Semaine tragique, qu’« en face de l’usine où avait commencé la grève, un détachement de l’armée mitrailla les ouvriers. Il était sous le commandement d’un jeune lieutenant nommé Juan Domingo Perón » ; ce même fait a aussi été rappelé par Osvaldo Bayer à plusieurs reprises. El laborista, l’un des nombreux journaux du système médiatique gouvernemental mis en place sous le premier péronisme, reproduisit in extenso, dans son édition du 2 mai 1948, l’allocution au peuple que Perón avait prononcée la veille sur la place de Mai et dans lequel le Président reconnut avoir monté la garde devant l’usine Vasena le 10 janvier 1919, « le lendemain des événements ».

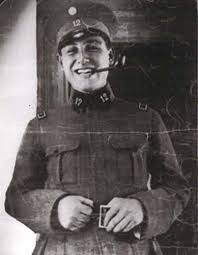
Le lieutenant Juan Perón en 1917.

Pendant la Semaine tragique, Juan Perón, qui avait rejoint l’armée en 1911, accomplissait ses fonctions à l’arsenal militaire Esteban de Luca, qui occupait alors un vaste terrain entre la rue Pichincha et l’avenue Garay. La mission de Perón consistait à assurer l’approvisionnement des troupes en munitions. Dans son livre La novela de Perón, l’écrivain Tomás Eloy Martínez rapporta les longues confidences qui lui avait faites l’ancien président justicialiste dans sa villa de Puerta de Hierro au début de la décennie 1970 ; entre autres choses, Perón lui indiqua qu’il avait ces jours-là (de janvier 1919) « énormément de travail, parce que dans la seule ville de Buenos Aires, entre huit et dix régiments se trouvaient casernés ; et, comme de juste, les funérailles ont dégénéré en combats de rue et plus de 600 personnes sont mortes ». Dans le même ouvrage, Martínez transcrivit d’autres propos encore de Perón sur les événements de 1919, propos que d’aucuns ont interprété comme une véritable confession :

« [...] Le capitaine Bartolomé Descalzo, l’un des meilleurs chefs qu’ait jamais eu notre armée, me dit en prenant congé : ‘nous entrons à présent dans l’obscurité, lieutenant Perón. Le plus atroce des orages frappe aux portes de notre maison et le Président [=Yrigoyen] ne veut pas ou ne sait pas l’entendre. En Europe, la guerre s’est terminée par la défaite de la meilleure armée du monde. À présent, les anarchistes tournent leurs regards vers nous’. Ces paroles du chef militaire m’ont ému. Et je lui ai demandé une faveur personnelle : ‘quand viendra l’heure de faire front à cet ennemi, appelez-moi. Je veux me battre à vos côtés, mon capitaine [...]’. Mon ancien professeur Manuel Carlés, soutenu par l’amiral Domecq García, a fondé la Ligue patriotique argentine, à laquelle ont adhéré beaucoup de jeunes catholiques et nationalistes. Ils disposaient d’une troupe de choc, dont la mission principale était de faire entendre raison aux agitateurs étrangers. Parfois, ils employaient des méthodes violentes, mais leurs intentions étaient bonnes [...]. »

Après la démolition des ateliers de l’entreprise métallurgique Vasena, une place fut aménagée sur le même emplacement, que l’on se proposa de nommer Parque Mártires de la Semana Trágica (littér. parc des Martyrs de la Semaine tragique), cependant, le dirigeant syndical des métallurgistes Augusto Vandor s’étant opposé à cette dénomination, il fut décidé de l’appeler plaza Martín Fierro, nom qu’elle a gardé jusqu’à aujourd’hui (2018). Le 1er mai 1952, le président Perón participa à une cérémonie organisée sur cette place par l’Union ouvrière métallurgique (Unión Obrera Metalúrgica, sigle UOM) et assista à l’apposition d’une plaque commémorative en hommage aux morts de janvier 1919. À cette occasion, Perón déclara :

« [...] il a été dit pendant la campagne électorale que j’ai joué un rôle durant la semaine de janvier. J’étais lieutenant et me trouvais dans l’arsenal de guerre. Je tenais la garde là-bas exactement, le lendemain des événements. J’ai pu voir alors la misère des hommes, de ces hommes qui feignent et des autres qui combattent la classe laborieuse. Là, une fois de plus, j’ai réaffirmé l’idée qu’un soldat argentin, à moins qu’il ne soit un criminel, ne pourrait jamais tirer sur son peuple [...] »

Norberto Galasso, dans son livre Perón. Formación, ascenso y caída (1893-1955), s’interroge sur la nature de la participation de Perón dans ces événements. Après avoir cité l’ouvrage collectif El hombre del destino dirigé par Enrique Pavón Pereyra, puis Fermín Chávez, et examiné l’opinion de Tomas Eloy Martínez exprimée dans Las Memorias del General ainsi que celle du major Carlos Vicente Aloe, l’historien conclut que :

« Bien qu’il ne soit pas possible de s’assurer de la véracité de l’une ou l’autre des différentes versions, le récit que Martínez lui-même attribue à Perón — où celui-ci collabore à la fourniture de matériel à l’Arsenal de guerre — paraît plus crédible que l’opinion d’Aloe, et plus probable, de même, que les autres conjectures de Pavón Pereyra. C’est-à-dire qu’il s’agirait d’un lieutenant, soumis à la discipline militaire, tenu de remplir sa tâche de ravitaillement en matériel de combat. De l’autre côté, son évidente répulsion envers les anarchistes — à cette époque, les « anarchistes lanceurs de bombes », dans le langage commun — ne surprend pas chez un homme de l’armée, compte tenu que l’anarchisme professe l’abolition de l’État et de la force armée [...]. »

## Dans la culture populaire

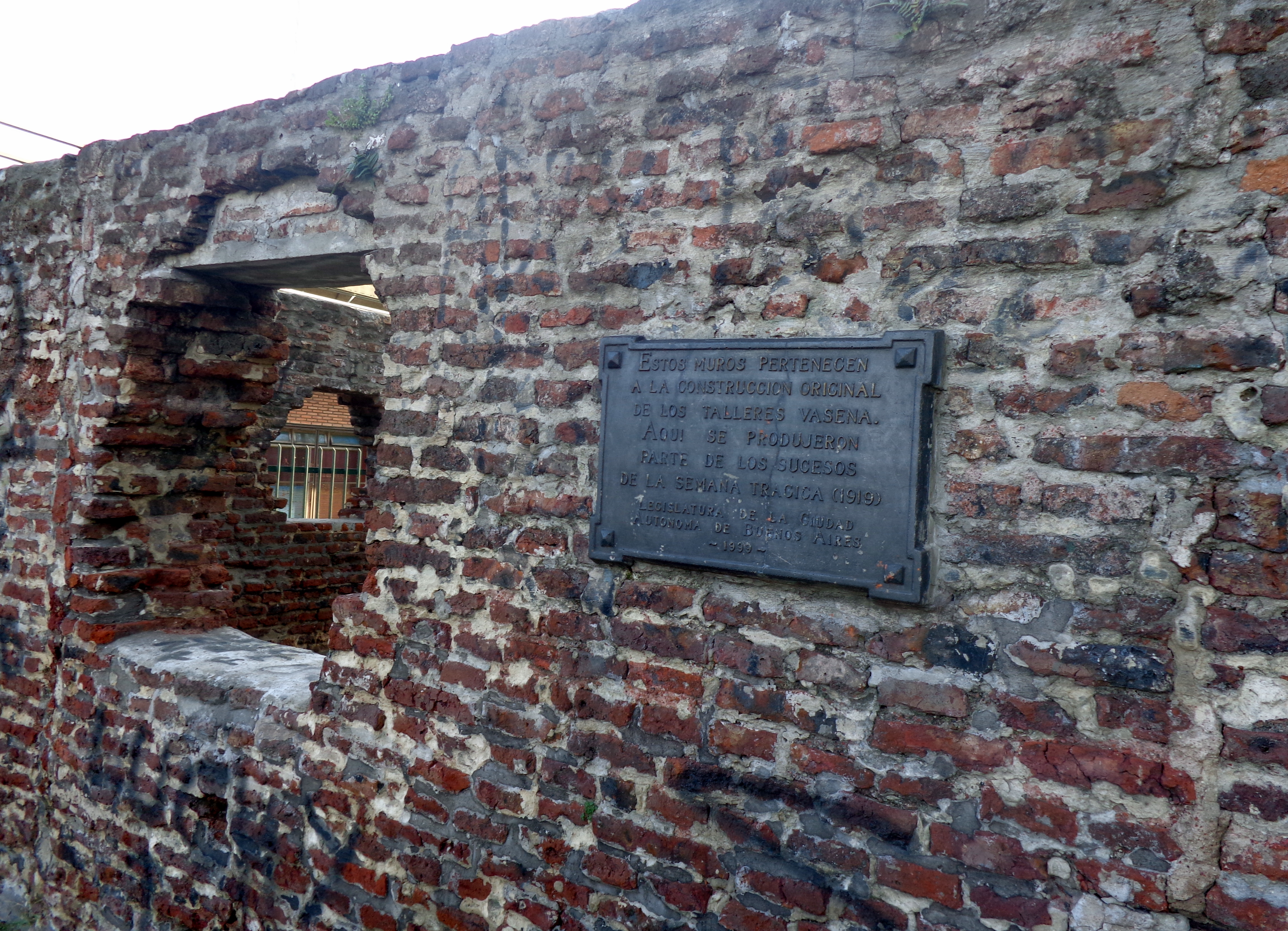
Vestiges des murs des ateliers Vasena, où se déclencha le conflit appelé Semaine tragique.

En raison de l’importance des événements, la Semaine tragique a été l’objet de nombreux essais et donna lieu à de multiples interprétations quant à ses causes et à l’action du gouvernement argentin, en plus de servir de sujet ou de toile de fond à plusieurs œuvres de fiction.
Pour les anarchistes, la Semaine tragique figurait un cas emblématique de lutte contre l’État. Le péronisme l’exploita dans la suite pour accuser le gouvernement radical d’avoir réprimé les ouvriers. Les radicaux de l’UCR soutiennent pour leur part qu’ils avaient été entraînés malgré eux au milieu d’une empoignade entre secteurs radicalisés tant de droite comme de gauche, exacerbée par l’atmosphère de tension qui régnait à l’époque et qui était le produit des mesures progressistes d’Yrigoyen et de la récente révolution d'Octobre, celle-ci s’assortissant en effet de projets de révolution mondiale ; ils affirment avoir accepté les revendications ouvrières, et ce d’emblée.
Le film de 2007, Un pogrom à Buenos Aires, écrit et mis en scène par Herman Szwarcbart, évoque ce massacre. Eliahu Toker, Leonardo Senkman, Gabriel Feldman, Eduardo Vigovsky, Sammy Lerner et Zelko Szwarcbart figurent parmi les interprètes de ce film. Après sa première projection lors du 9e Festival international de cinéma indépendant de Buenos Aires (BAFICI) en avril 2007, le film fut au programme de nombreux festivals de cinéma en Argentine, en Amérique latine, aux États-Unis, en Europe et en Israël.
Les affrontements entre ouvriers et policiers lors de la Semaine tragique sont également évoqués dans une scène du film argentin La madre María de 1974.
Au moins trois œuvres littéraires d’écrivains argentins reconnus ont pris pour sujet les événements de la Semaine tragique. L’une d’elles est En la Semana Trágica, roman historique de David Viñas, publié en 1966, qui narre l’histoire en adoptant le point de vue des adversaires des ouvriers. Une autre est El profundo sur, d'Andrés Rivera (en), qui parut en 1999 et qui décrit les faits suivant la perspective de quatre personnages différents : l’assassin (un tireur qui fait feu sur un jeune), une victime acccidentelle (piéton qui meurt après avoir pris la balle destinée au jeune), un survivant (le jeune destinataire de la balle) et un témoin des faits. La plus récente est une œuvre de théâtre de Mauricio Kartun, Ala de criados, de 2009. L’action se déroule pendant la Semaine tragique au Pigeon Club de Mar del Plata, lieu de villégiature de prédilection pour l’aristocratie de l’époque. La violence de classe, sexuelle et raciale, se déploie dans la cité balnéaire concomitamment à la répression qui se déchaîne à Buenos Aires mais qui n’apparaît dans l’œuvre que de façon allusive.